# John McCain
Nota: McCain redireciona para este artigo. Se procura pela empresa canadense de alimentos congelados, veja McCain Foods.

John Sidney McCain III (Coco-Solo, Zona do Canal do Panamá, 29 de agosto de 1936 – Cornville, 25 de agosto de 2018) foi um político americano que serviu no Senado dos Estados Unidos por Arizona de 1987 a 2018 pelo Partido Republicano. Nas eleições de 2008, concorreu à presidência, sendo derrotado por Barack Obama.
McCain se formou na Academia Naval dos Estados Unidos em 1958, seguindo os passos de seu pai, John S. McCain Jr. e de seu avô, John S. McCain Sr. — ambos que chegaram à posição de almirante — com uma carreira na marinha. Ele se tornou um aviador naval e voou em caças-bombardeiro a partir de porta-aviões. Durante a Guerra do Vietnã, quase foi morto durante um incêndio a bordo do USS Forrestal. Enquanto McCain voava numa missão de bombardeio sobre Hanói, em outubro de 1967, seu avião foi derrubado e ele foi forçado a se ejetar, ferindo-se gravemente na queda. Foi então capturado pelos norte-vietnamitas, sendo feito prisioneiro de guerra até 1973, quando foi repatriado. McCain foi torturado e passou por vários tipos de maus tratos na mão dos seus captores. Os ferimentos que sofreu durante a guerra o deixaram com algumas sequelas físicas que o acompanharam durante toda a vida. Ele se aposentou da marinha em 1981, com o posto de capitão e se mudou para o Arizona, onde faria sua carreira política. Em 1982, foi eleito para a Câmara dos Representantes dos Estados Unidos, servindo por dois mandatos. Ele então foi para o Senado, em 1987, tendo sido reeleito para o cargo por cinco vezes.
Embora tenha sido considerado um conservador, McCain tinha uma reputação de ser um "maverick" ("rebelde", em tradução livre) devido a sua predisposição a bater de frente com colegas de partido em algumas questões políticas. Após ser implicado e exonerado na investigação sobre um escândalo de corrupção chamado Keating Five, que aconteceu no final dos anos 80, McCain fez da reforma nas leis de financiamento de campanha eleitoral um seus pontos políticos, que levou, em 2002, à aprovação da Lei McCain–Feingold. Outras questões importantes nos seus mandatos foram, na década de 1990, sua defesa do reatamento das relações diplomáticas com o Vietnã e defesa do valor da Guerra ao Terror e do conflito no Iraque, acreditando que os Estados Unidos deveriam manter sua supremacia militar e sua posição como a principal potência mundial. McCain serviu por anos no Comitê das Forças Armadas do Senado, do qual tornou-se presidente em 2015.
Tentou pela primeira vez se candidatar à presidência em 2000, mas perdeu a nomeação pelo Partido Republicano, após uma conturbada disputa com George W. Bush, do Texas, que viria a ser eleito presidente. Nas eleições de 2008, ele tentou novamente e, após um começo conturbado, conseguiu garantir a nomeação do seu partido, mas perdeu a eleição geral para o democrata Barack Obama, por uma diferença de dez milhões de votos (a maior desde 1984). Ele subsequentemente adotou uma postura conservadora mais ortodoxa e foi um dos maiores críticos da presidência de Obama, especialmente em questões de política externa. Em 2013, contudo, tornou-se uma figura proeminente no Senado para negociar pontos políticos considerados partidários. Foi também crítico do governo de Donald Trump, que sucedeu Obama na Casa Branca. Em julho de 2017, McCain foi diagnosticado com câncer no cérebro; desde então, reduziu sua participação nas sessões do senado. Em 24 de agosto 2018, sua família anunciou que ele estaria encerrando o tratamento, frente ao avanço contínuo da doença. McCain morreu no dia seguinte vítima do câncer, um glioblastoma.

## Primeiros anos e carreira militar

### Família e educação

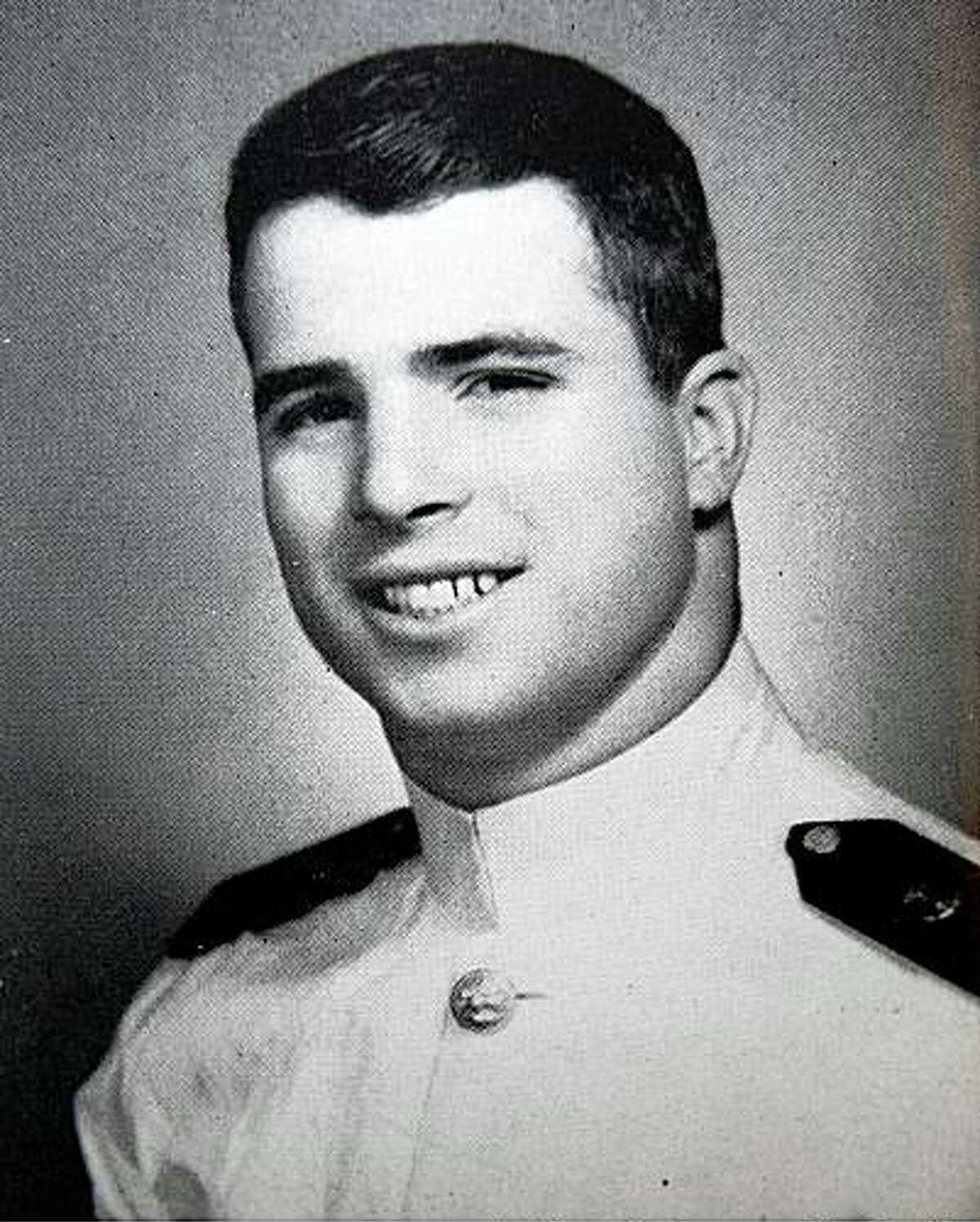
McCain na Academia Naval dos Estados Unidos, em 1954.

John McCain nasceu em 29 de agosto de 1936 na Estação Aérea Naval de Coco Solo, localizada na Zona do Canal do Panamá, sendo filho do oficial naval John S. McCain Jr. (1911–1981) e Roberta Wright McCain (nascida em 1912). Na época de seu nascimento, o Canal do Panamá estava sob domínio dos Estados Unidos. McCain tinha um irmão mais novo chamado Joe e uma irmã mais velha chamada Sandy. Sua árvore genealógica inclui antepassados escoceses e ingleses. Seu pai e seu avô paterno, John S. McCain Sr., tornaram-se almirantes de quatro estrelas da Marinha dos Estados Unidos.
McCain e sua família acompanharam o pai enquanto ele trabalhava em várias bases navais nos Estados Unidos e no Pacífico. Ao todo, estudou em cerca de vinte escolas. Em 1951, a família se instalou no norte da Virgínia e McCain estudou na Escola Secundária Episcopal, uma escola preparatória privada de Alexandria. Destacou-se em wrestling e se formou em 1954.
Seguindo os passos de seu pai e seu avô, entrou na Academia Naval dos Estados Unidos em Annapolis, Maryland. Foi um amigo e um líder informal para muitos de seus colegas de turma, e às vezes os defendia de bullying. Também tornou-se um boxeador peso-leve. McCain deu-se bem em assuntos acadêmicos que o interessaram, como literatura e história, mas estudou apenas o suficiente para ser aprovado em temas que tinha dificuldade, como matemática. Entrou em conflito com o pessoal do alto escalão e nem sempre obedecia as regras, o que contribuiu para ficar em uma posição inferior no ranking dos alunos de sua turma (894 de 899), apesar de seu alto QI. McCain graduou-se em 1958.

### Treinamento naval, primeiro casamento e serviço no Vietnã

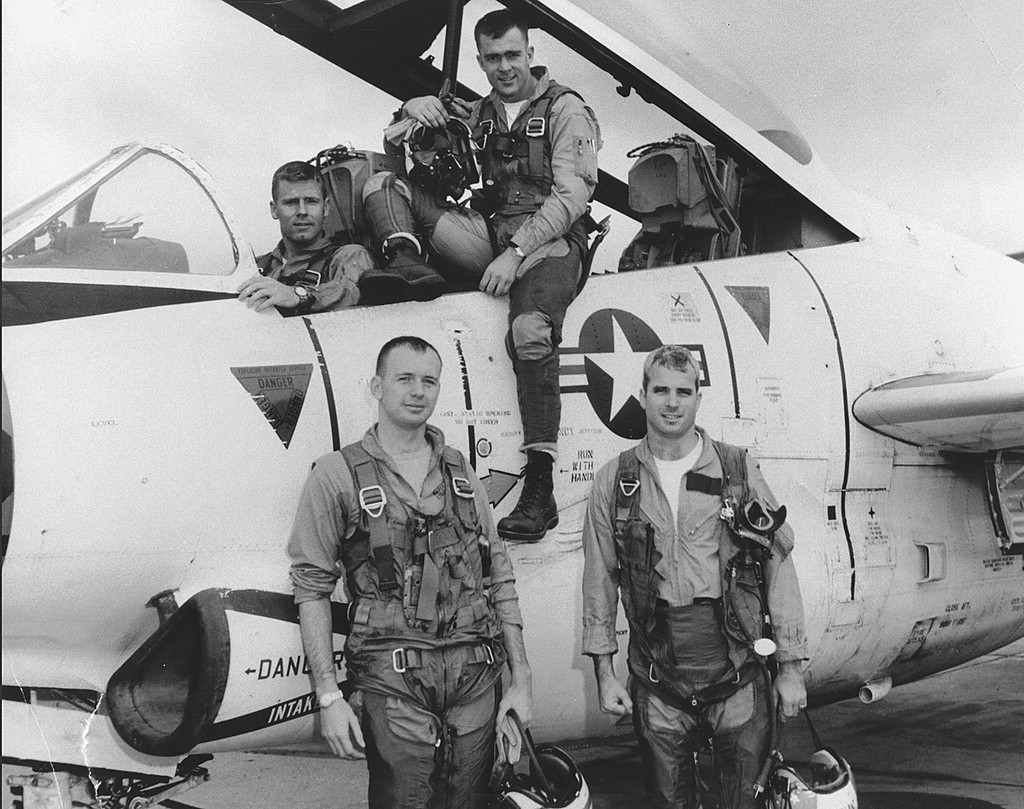
McCain (na frente à direita) com seu esquadrão, em 1965.

McCain começou sua carreira militar quando foi comissionado como alferes e iniciou dois anos e meio de treinamento em Pensacola, Flórida, para tornar-se aviador naval. Enquanto ali esteve, ganhou a reputação de ser um jovem "festeiro", completando seu treinamento na escola de voo em 1960 e tornando-se piloto de aeronaves de ataque terrestre; foi designado para pilotar em esquadrões de A-1 Skyraider a bordo dos porta-aviões USS Intrepid e USS Enterprise nos mares do Caribe e do Mediterrâneo. O início da carreira de McCain como piloto foi considerado como de qualidade abaixo da média, com ele sendo sendo caracterizado como "descuidado" e "imprudente"; durante o início da segunda metade da década de 1960, duas de suas missões de voo caíram e uma terceira missão colidiu com fios de energia elétrica, mas ele não sofreu ferimentos graves. Suas habilidades melhoraram ao longo do tempo, passando a ser visto como um bom piloto, embora alguém que tendesse a "empurrar o envelope de voo".
Em 4 de julho de 1965, aos 28 anos, McCain casou-se com Carol Shepp, uma modelo da Filadélfia, Pensilvânia, adotando suas duas crianças, Douglas e Andrew. Teve ainda com ela uma filha chamada Sidney.
McCain solicitou um comissionamento de combate e foi então designado para o porta-aviões USS Forrestal, pilotando modelos A-4 Skyhawks. Seu serviço militar em combate se iniciou quando tinha trinta anos em meados de 1967, quando o Forrestal foi designado para uma campanha de bombardeio, a Operação Rolling Thunder, durante a Guerra do Vietnã. Posicionados no Golfo de Tonkin, McCain e seus colegas pilotos ficaram frustrados com a microgestão de Washington, e mais tarde escreveu: "com toda franqueza, achamos que nossos comandantes civis eram completos idiotas que não tinham a mínima noção do que era necessário para vencer a guerra."
Em 29 de julho de 1967, o então tenente-comandante McCain estava dentro de sua aeronave, próximo ao epicentro do incêndio no USS Forrestal. Havia acabado de fechar o canopi e estava verificando os instrumentos quando houve a explosão, e viu tudo ao redor sendo tomado pelas chamas. Conseguiu sair de seu avião e estava tentando ajudar outro piloto a escapar quando uma bomba explodiu, cujos fragmentos o atingiram nas pernas e no peito. O incêndio que se seguiu matou 134 marinheiros e levou 24 horas para ser controlado. Com o Forrestal fora de atividade, McCain ofereceu-se para trabalhar no USS Oriskany, outro porta-aviões empregado na Operação Rolling Thunder. No Oriskany, foi agraciado com a Comenda da Marinha e a Estrela de Bronze por suas missões realizadas sobre o Vietnã do Norte.

### Prisioneiro de guerra

McCain sendo retirado do Lago Trúc Bạch durante a Guerra do Vietnã, em 26 de outubro 1967.

A captura de McCain e sua subsequente prisão ocorreram em 26 de outubro de 1967. Ele estava executando sua 23ª missão de bombardeio sobre o Vietnã do Norte quando seu A-4E Skyhawk foi abatido sobre Hanói por um míssil. McCain fraturou os dois braços e uma perna quando foi ejetado da aeronave, e quase se afogou após cair de paraquedas no Lago Trúc Bạch. Alguns vietnamitas puxaram-no para a terra e depois outros esmagaram seu ombro com uma coronha de fuzil. McCain foi então transportado para a principal prisão de Hỏa Lò, em Hanói, apelidada de "Hanói Hilton".
Embora McCain tenha sido seriamente ferido, seus captores se recusaram a tratá-lo. Eles o espancaram e interrogaram para obter informações, recebendo assistência médica apenas quando os norte-vietnamitas descobriram que seu pai era um almirante de alto escalão. Seu status como prisioneiro de guerra (POW) figurou nas primeiras páginas dos principais jornais. McCain passou seis semanas no hospital, onde recebeu cuidados marginais. Ele havia perdido 23 kg e seus cabelos grisalhos tinham ficado brancos como a neve. McCain foi enviado para um campo diferente nos arredores de Hanói. Em dezembro de 1967, foi colocado em uma cela com dois outros norte-americanos que não esperavam que ele vivesse mais de uma semana. Em março de 1968, foi colocado em uma cela solitária, onde permaneceu por dois anos.
Em meados de 1968, seu pai John S. McCain Jr. foi nomeado comandante de todas as forças dos Estados Unidos no teatro do Vietnã, e os norte-vietnamitas ofereceram a libertação antecipada de McCain pois queriam parecer misericordiosos para fins de propaganda e também para mostrar a outros prisioneiros de guerra que os prisioneiros de elite estavam dispostos a receberem tratamento preferencial. McCain recusou a repatriação a menos que todos os homens levados antes dele também fossem libertados. Essa liberação antecipada foi proibida pela interpretação dos prisioneiros de guerra do Código de Conduta militar, que estabelece no Artigo III: "Eu não aceitarei nem liberdade condicional nem favores especiais do inimigo." Para impedir que os vietnamitas usassem os prisioneiros para propaganda, os oficiais deveriam concordar em ser libertados na ordem em que foram capturados.

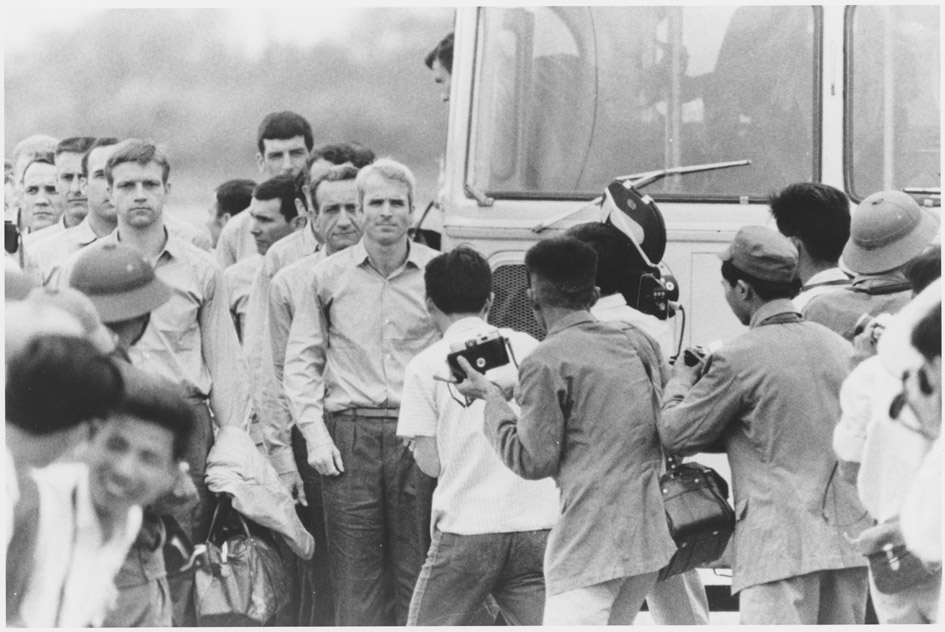
McCain durante sua libertação como prisioneiro de guerra, em março de 1973.

A partir de agosto de 1968, McCain foi submetido a um programa de tortura severa. Ele foi amarrado e espancado a cada duas horas; essa punição ocorreu ao mesmo tempo em que sofria de disenteria. Outros ferimentos levaram McCain ao "ponto de se suicidar", mas seus preparativos foram interrompidos por guardas. Eventualmente, McCain fez uma propaganda antiamericana de "confissão". Ele sempre achou que sua declaração era desonrosa, mas, como escreveu mais tarde: "Aprendi o que todos aprendemos lá: todo homem tem seu ponto de ruptura. Eu havia alcançado o meu." Muitos prisioneiros de guerra americanos foram torturados e maltratados para extrair "confissões" e declarações de propaganda; praticamente todos eles acabaram cedendo algo para seus captores. McCain recebeu dois a três espancamentos semanais por causa de sua contínua recusa em assinar declarações adicionais.
McCain recusou-se a encontrar vários grupos antiguerra buscando a paz com Hanói, querendo não dar a eles nem aos vietnamitas do norte uma vitória em termos de propaganda. A partir do final de 1969, o tratamento a McCain e muitos outros prisioneiros de guerra tornou-se mais tolerável, enquanto continuou ativamente a resistir às autoridades do campo. McCain e outros prisioneiros aplaudiram a operação norte-americana "Christmas Bombing" de dezembro de 1972, considerando-a uma medida contundente para levar o Vietnã do Norte a um acordo. McCain foi prisioneiro de guerra no Vietnã do Norte por cinco anos e meio até sua libertação em 14 de março de 1973. Seus ferimentos durante a guerra o deixaram permanentemente incapaz de levantar os braços para acima da cabeça. Após sua libertação do Hanoi Hilton, McCain retornou ao local com sua esposa Cindy e sua família em algumas ocasiões para lidar com o que aconteceu com ele durante sua captura.

### Oficial comandante, trabalho no Senado e segundo casamento

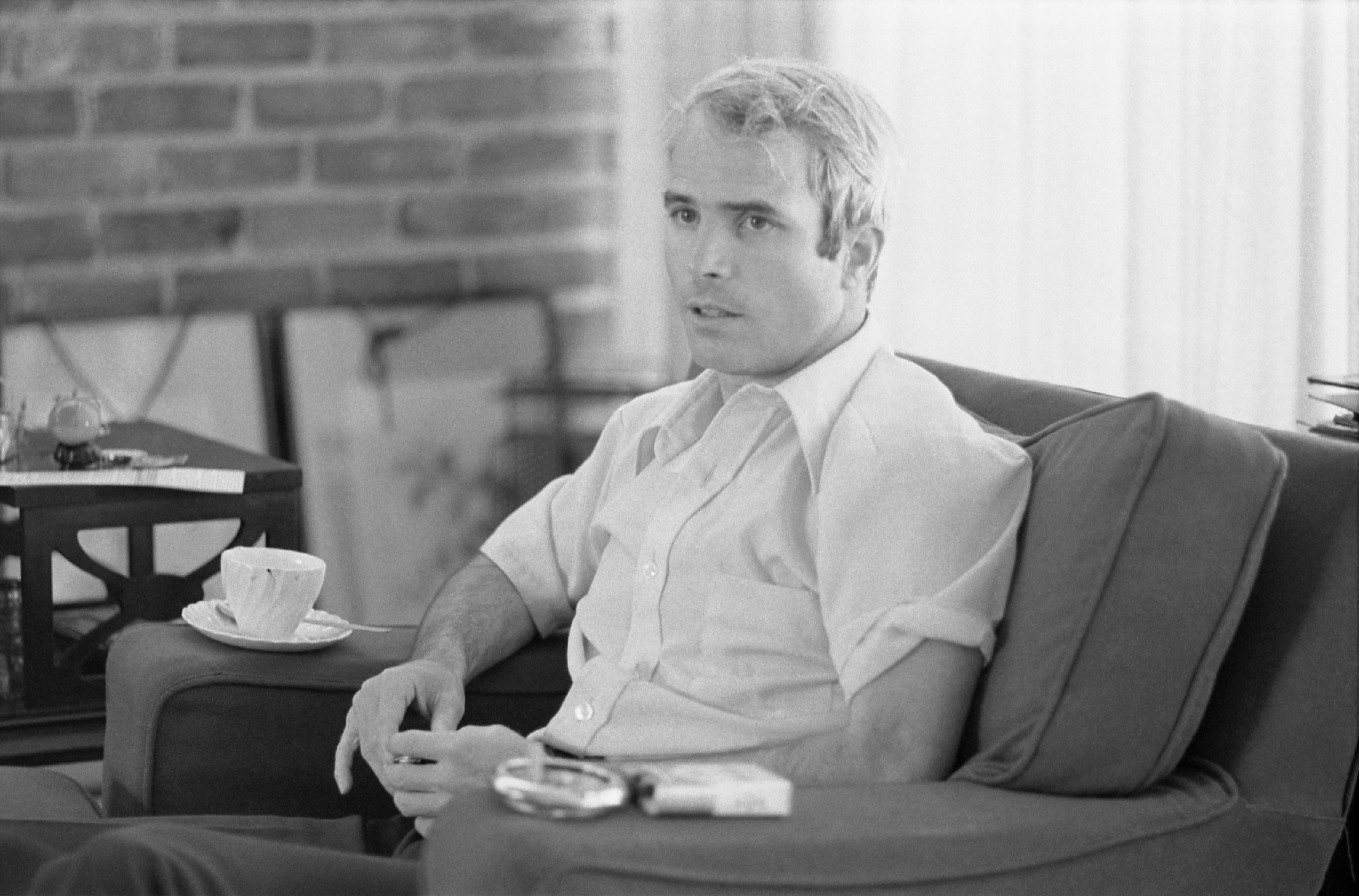
McCain sendo entrevistado após seu retorno do Vietnã, em abril de 1973.

McCain se reuniu com sua família quando retornou aos Estados Unidos. Sua esposa Carol sofreu sua própria experiência incapacitante devido a um acidente automobilístico em dezembro de 1969. Como um prisioneiro de guerra que retornou ao seu país, McCain se tornou uma espécie de celebridade. Ele foi submetido a tratamento por seus ferimentos que incluíram meses de fisioterapia extenuante. Entre 1973 e 1974, estudou na Escola Nacional de Guerra no Forte Lesley J. McNair, em Washington, D.C.. McCain foi reabilitado no final de 1974 e seu status de voo foi restabelecido. Em 1976, se tornou comandante de um esquadrão de treinamento que estava estacionado na Flórida. Nesta função, melhorou os prontuários de prontidão e segurança de voo da unidade, e viu o esquadrão ganhar sua primeira Comendação Meritória de Unidade. Durante esse período na Flórida, McCain teve casos extraconjugais e seu casamento começou a fracassar, sobre o qual ele declarou mais tarde: "a culpa era toda minha."
McCain trabalhou como oficial de ligação da Marinha para o Senado dos Estados Unidos a partir de 1977. Em retrospecto, avaliou que isso representou sua "real entrada no mundo da política e o início de minha segunda carreira como servidor público." Seu importante papel nos bastidores rendeu o financiamento do Congresso para um novo superporta-aviões, contrariando os desejos do governo Carter.

McCain cumprimentando o presidente Richard Nixon, em maio de 1973.

Em abril de 1979, McCain conheceu Cindy Lou Hensley, uma professora de Phoenix cujo pai fundou uma grande distribuidora de cerveja. Eles começaram a namorar e McCain pediu a Carol que lhe concedesse o divórcio, o que ela fez em fevereiro de 1980; o divórcio incontestado entrou em vigor em abril. O acordo de divórcio incluiu duas casas e apoio financeiro para seus tratamentos médicos em curso devido a seu acidente de carro de 1969; eles permaneceriam em bons termos. McCain e Hensley se casaram em 17 de maio de 1980, com os senadores William Cohen e Gary Hart participando como padrinhos. Os filhos de McCain não compareceram, e vários anos se passaram até que eles se reconciliassem. John e Cindy McCain firmaram um acordo pré-nupcial que mantinha a maioria dos bens da família sob o nome dela; eles sempre manteriam suas finanças separadas e apresentavam declarações separadas de imposto de renda. Com Cindy, teve três filhos biológicos (Meghan, John Sidney e James) e, em 1991, adotaram uma órfã de três meses de Bangladesh que necessitava de tratamento médico nos EUA, a qual deram o nome de Bridget.
McCain decidiu deixar a Marinha em 1 de abril de 1981, com a patente de capitão, após quase vinte e três anos de serviço. Era duvidoso que ele fosse promovido ao posto de almirante, já que tinha deficiências físicas e não recebera um grande comando no mar. Suas chances de ser promovido a contra-almirante eram melhores, mas McCain recusou essa possibilidade, pois já havia feito planos para concorrer ao Congresso e concluiu que poderia "ser mais útil lá." Após a aposentadoria, foi considerado inválido e passou a receber uma pensão concedida aos veteranos de guerra dos Estados Unidos. Ao deixar o serviço militar, mudou-se para o Arizona. Suas numerosas condecorações militares e prêmios incluem a Estrela de Prata, duas Legiões do Mérito, três Estrelas de Bronze e dois Corações Púrpuros.

## Carreira no Congresso, 1982–2000

### Na Câmara dos Representantes

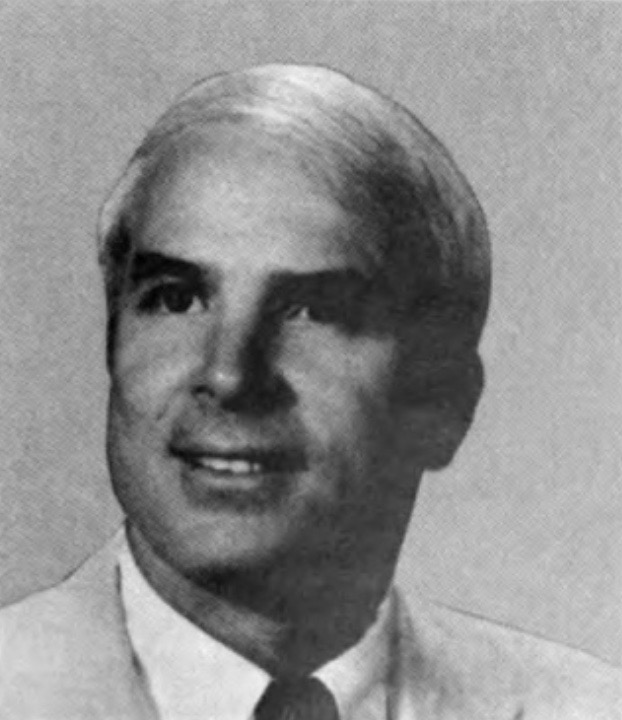
McCain em 1983, durante seu primeiro mandato na Câmara.

McCain decidiu se candidatar para o Congresso devido ao seu interesse pelos eventos atuais e desenvolveu ambições políticas devido ao seu trabalho no Senado na década de 70. Morando em Phoenix, inicialmente trabalhou na Hensley & Co., empresa de distribuição de cerveja fundada por seu sogro Jim Hensley. Como vice-presidente de relações públicas da firma, McCain ganhou apoio político da comunidade empresarial local, se encontrando com poderosas figuras como o banqueiro Charles Keating, o incorporador de imóveis Fife Symington III (que mais tarde foi governador do Arizona) e o influente jornalista Darrow "Duke" Tully. Em 1982, McCain concorreu como Republicano para a Câmara dos Representantes pelo 1º distrito do Arizona. Por não ter morado no estado, foi acusado de ser um carpetbagger (expressão que significa um americano do norte que vai para o sul para se promover politicamente e conseguir um cargo público fácil). Quando um eleitor questionou McCain a respeito disso, ele respondeu:
Escute, amigo. Eu passei 22 anos na marinha. Meu pai era da marinha. Meu avô era da marinha. Nós no serviço militar tendemos a nos mudar muito. Nós temos que viver em diferentes partes do país, em diferentes partes do mundo. Eu gostaria de ter tido o luxo, como você, de crescer e viver e passar minha vida inteira num só lugar como o 1º Distrito do Arizona, mas eu estava fazendo outra coisa. Na verdade, pensando agora, o local onde eu mais morei na minha vida foi Hanói.
McCain acabou vencendo a primária republicana, numa disputa contestada, com apoio de políticos locais, suas conexões em Washington, e dinheiro que pegou emprestado com sua esposa. Ele acabou vencendo fácil na eleição geral, num distrito onde os republicanos já eram predominantes.
Em 1983, McCain foi eleito para liderar um grupo de congressistas republicanos e foi indicado para o Comitê da Câmara para Assuntos Internos. Naquele ano, se opôs a criação do Dia de Martin Luther King como feriado nacional, mas admitiu, em 2008: "Eu estava errado e eventualmente vi isso, em tempo de dar meu apoio [em 1990] para um feriado estadual no Arizona."
No começo de sua carreira no Congresso, suas políticas eram alinhadas às do presidente Ronald Reagan; assim, McCain apoiou o chamado Reaganomics. Ele endossou quase tudo da politica externa de Reagan, incluindo sua postura dura com a União Soviética e ações anti-socialistas na América Central, como dar suporte aos guerrilheiros Contras na Nicarágua. McCain se opôs a manter tropas para apoiar a Força Multinacional no Líbano citando "objetivos inalcançáveis", e subsequentemente criticou o presidente por ter atrasado a retirada dos soldados de lá; nesse meio tempo, ocorreu o Atentado contra os quartéis de Beirute em 1983, que deixou centenas de mortos. McCain foi reeleito em 1984 e foi nomeado para o Comitê para Assuntos Externos da Câmara. Em 1985, fez sua primeira viagem para o Vietnã, e também viajou para o Chile onde se encontrou com o líder do governo militar, o general Augusto Pinochet.

### Primeiro e segundo mandatos no Senado

O presidente Ronald Reagan saúda John McCain numa visita a Casa Branca, em março de 1987.

McCain foi eleito para o Senado em 1986, assumindo em janeiro de 1987, após derrotar o democrata Richard Kimball, por uma margem de 20%. McCain substituiu o ícone conservador Barry Goldwater, depois que este se aposentou.
O senador McCain se tornou membro do Comitê das Forças Armadas do Senado; ele também trabalhou nos Comitês do Comércio e o de Assuntos Indígenas. Apoio a comunidades indígenas americanas era algo importante para ele em sua carreira política. Foi, contudo, em 1988, que ganhou visibilidade nacional pela primeira vez como político, quando fez um discurso na Convenção Nacional do Partido Republicano, tendo sido mencionado como um dos possíveis candidatos a vice na chapa de George H. W. Bush.

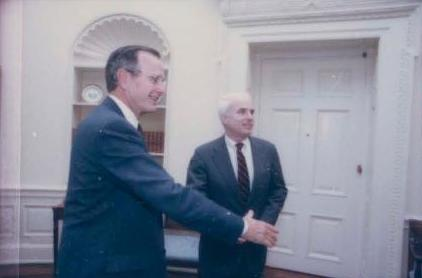
McCain com o presidente George H. W. Bush, em 1990.

McCain desenvolveu uma reputação de independência no seu histórico de votos a partir da década de 1990. Ele se orgulhava de ter confrontado as lideranças tradicionais do partido, o tornando difícil de se caracterizar politicamente.
Foi, entre 1991 e 1993, membro do Comitê do Senado para assuntos de militares capturados ou desaparecidos em serviço, junto com o democrata John Kerry, onde investigou se ainda haveria prisioneiros americanos no sudeste da Ásia. McCain apoiou, em 1995, a normalização das relações entre os Estados Unidos e do Vietnã. Por isso, foi criticado por outros veteranos e ex prisioneiros, mas sua atitude não mudou. McCain foi membro do Instituto Republicano Internacional, uma organização, apoiada pelo governo federal, que visa apoiar democracias emergentes pelo mundo.

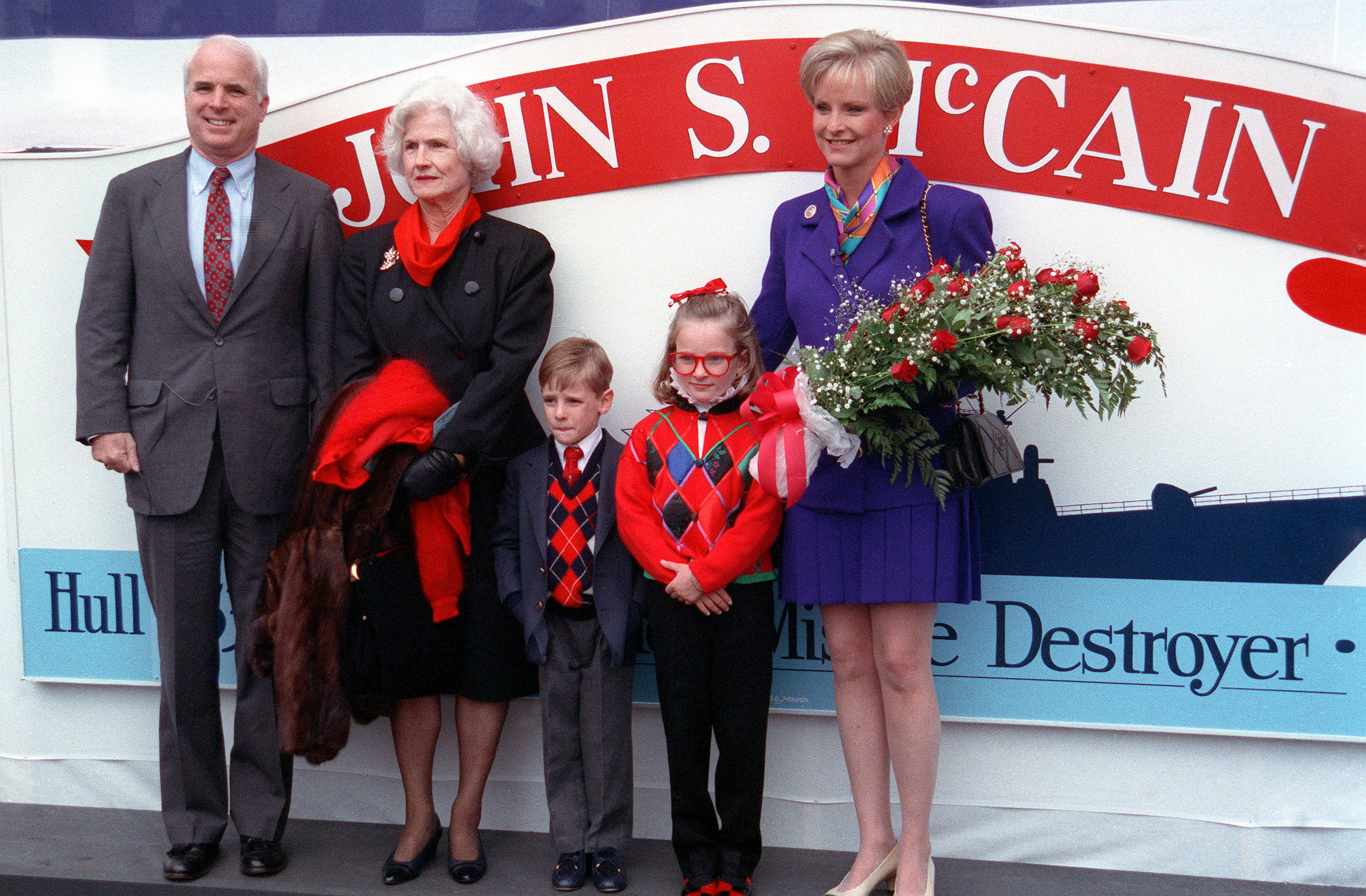
McCain, em 1992, durante o batizado do contratorpedeiro USS John S. McCain (DDG-56) em Bath Iron Works, com sua mãe Roberta, filho Jack, a filha Meghan, e sua esposa Cindy.

Em 1993 e 1994, McCain votou para confirmar as nomeações do Presidente Bill Clinton (Stephen Breyer e Ruth Bader Ginsburg) para a Suprema Corte dos Estados Unidos. Ele também tinha votado para confirmar as nomeações dos presidentes Ronald Reagan e George H.W. Bush, incluindo Robert Bork e Clarence Thomas.
McCain atacava o que via como "influência corrupta" de grandes contribuições políticas — de corporações, sindicatos e indivíduos ricos. Em 1994, trabalhou com democrata Russ Feingold para fazer reformas nas leis de financiamento de campanha. Houve, contudo, forte oposição de ambos os partidos, que afirmavam que impôr limites em contribuições de campanha era uma forma de cercear discurso político e que era inconstitucional. Apesar da cobertura favorável da mídia, a versão inicial da Lei McCain–Feingold acabou sendo enterrada e nunca foi aprovada.
Na eleição presidencial nos Estados Unidos em 1996, McCain foi novamente sugerido como vice na chapa do republicano Bob Dole, mas não foi escolhido. No ano seguinte, a revista Time nomeou-o como uma das "25 Pessoas Mais influentes dos Estados Unidos".

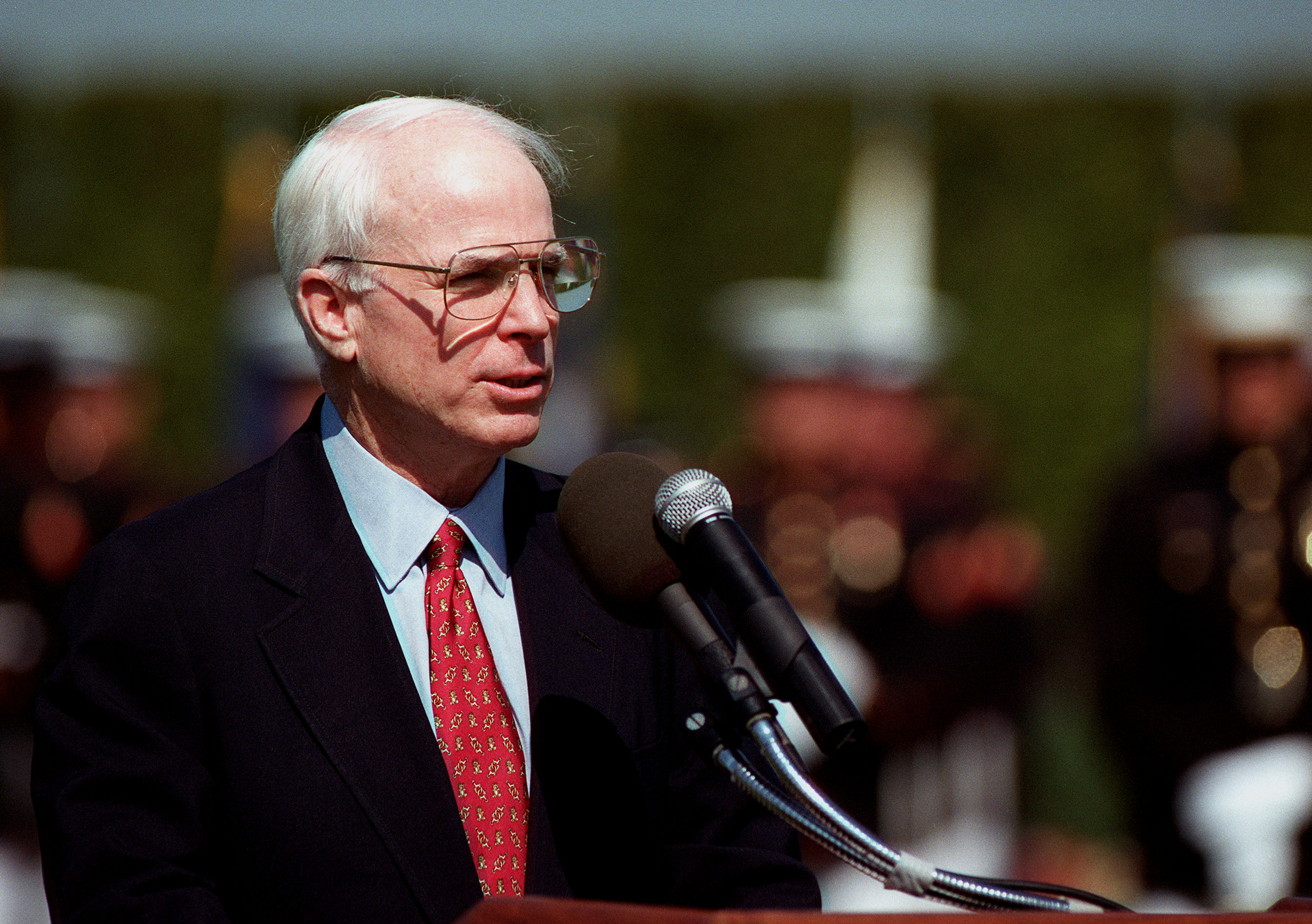
McCain discursando no Pentágono, em 1997.

Em 1997, McCain se tornou presidente do prestigiado Comitê do Senado para as Forças Armadas; ele foi criticado por receber dinheiro de corporações e homens de negócios sob a alçada do comitê. McCain enfrentou a indústria do tabaco, em 1998, quando propôs aumentar os impostos sobre cigarros para financiar campanhas antitabagistas para desencorajar jovens a fumar, além de aumentar fundos para pesquisas dos males do cigarro e ajudar os estados a cobrir os custos na área de saúde devido a doenças relacionadas ao fumo. Seus esforços foram apoiados pelo Presidente Clinton, mas a indústria do cigarro e muitos republicanos impediram suas propostas de avançar.

### Começo do terceiro mandato no Senado
Em novembro de 1998, McCain foi reeleito para um terceiro mandato no Senado. Durante o julgamento do Senado a respeito do impeachment de Bill Clinton, McCain votou para condenar o presidente por perjúrio e obstrução de justiça, afirmando que Clinton tinha violado o juramento que havia feito quando assumiu o cargo. Em março de 1999, McCain votou em favor da missão americana na Intervenção militar na Iugoslávia em 1999 feita pela OTAN, afirmando que era a única forma de deter um genocídio que estava acontecendo durante a Guerra do Kosovo e criticou a inação da administração Clinton. Em 1999, McCain ganhou o prêmio Profile in Courage, com o colega senador Feingold, devido a sua luta para tirar o dinheiro das grandes corporações das campanhas políticas.
Em agosto de 1999, McCain publicou suas memórias, intitulado Faith of My Fathers, co-escrito com Mark Salter; um resenhista afirmou que a data escolhida para o lançamento parecia sugerir que o senador poderia tentar uma corrida para a presidência. O livro foi um sucesso de crítica e venda, e chegou a virar um filme para TV.

## Campanha presidencial de 2000
McCain anunciou sua primeira tentativa de se candidatar a presidência em 27 de setembro de 1999, em Nashua, Nova Hampshire, afirmando que era hora de "lutar para reconquistar o governo dos poderes de interesses especiais e devolve-lo ao povo e a nobre causa da liberdade para qual foi criado". O favorito, contudo, era o governador do Texas George W. Bush, que tinha apoio político e financeiro da maioria do Partido Republicano.
McCain focou nas primárias de Nova Hampshire, onde sua mensagem apelava para os independentes. Apesar da falta de fundos, ele tentou conectar com eleitores através de reuniões públicas e vários tipos de mídias livres. Em 1 de fevereiro de 2000, McCain venceu as primárias em Nova Hampshire com 49% dos votos contra 30% de Bush. A campanha de Bush e o establishment republicano temiam que uma vitória de McCain na crucial primária do partido na Carolina do Sul daria um momento para a campanha de John e poderia se mostrar decisivo. Como resultado, Bush intensificou seus ataques contra o adversário.

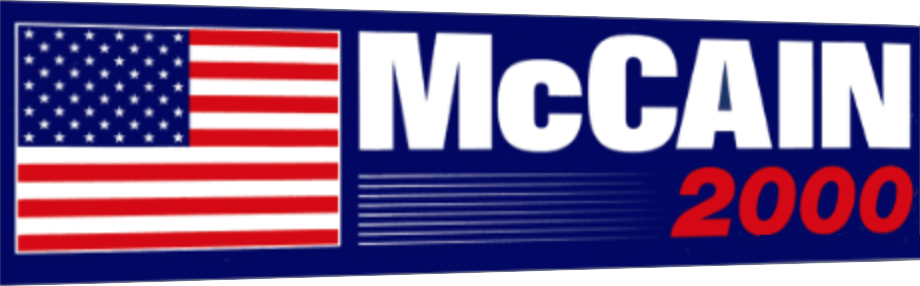
Logo da campanha de McCain no ano 2000.

O jornal The Arizona Republic escreveu que as primárias McCain–Bush na Carolina do Sul "entrou no folclore da política nacional como um dos pontos baixos das campanhas presidenciais", enquanto o The New York Times afirmou que foi "um símbolo doloroso da brutalidade da política americana". Vários grupos políticos e financeiros que McCain tinha desafiado no passado financiaram propagandas negativas dele. Bush começou a emular o discurso de McCain sobre reforma, e se distanciaram de um ativista veterano que acusava McCain de ter "abandonado os veteranos [de guerra]" nas questões dos prisioneiros/desaparecidos e os que sofreram pelo Agente Laranja.
Incensado, McCain acusou Bush de mentiras e o comparou ao presidente Bill Clinton. Bush respondeu afirmando que "isso é o golpe mais baixo que você pode dar numa primária republicana". A dura campanha entre os candidatos envolveu pesquisas de opinião manipuladas, faxes, emails, folhetos e infiltrados nas plateias, especialmente contra McCain. Rumores infundados circularam afirmando que McCain teria tido um filho com uma negra fora do casamento (uma das filhas de McCain, de pele escura, era uma criança adotada de Bangladesh), que sua esposa Cindy era viciada em drogas, que ele já teve relações homossexuais e até que ele era um "Manchurian Candidate" (uma expressão que vem do livro de Richard Condon que afirma que uma pessoa sofreu lavagem cerebral para se tornar um "agente involuntário" a serviço dos comunistas), dizendo indiretamente que ou ele era um traidor ou era mentalmente instável devido aos problemas que sofreu quando era um prisioneiro no Vietnã do Norte. A campanha de Bush negou veementemente envolvimento nessas campanhas de difamação.
McCain perdeu nas primárias da Carolina do Sul, em 19 de fevereiro, com 42% dos votos contra 53% de Bush. Bush acabou abrindo vantagem após conseguir mobilizar os eleitores evangélicos para o seu lado, além do fato de ter mais recursos financeiros a sua disposição. McCain respondeu as rumores propagados contra ele dizendo: "eu acredito que há um lugar especial no inferno para pessoas como essas."
A campanha de McCain não conseguiu se recuperar da derrota sofrida na Carolina do Sul, embora ele tenha vencido nas primárias no Arizona e em Michigan alguns dias mais tarde. McCain fez um discurso em Virginia Beach onde criticou líderes cristãos, incluindo Pat Robertson e Jerry Falwell, como conservadores divisivos, afirmando: "... nós abraçamos os bons membros da comunidade religiosa conservadora. Mas isso não significa que nós vamos nos curvar para seus auto-apontados líderes." McCain perdeu as primárias em Virgínia, e depois perdeu em nove dos treze estados da Super Terça para Bush. Sem mais contar com uma possibilidade real de vitória, McCain se retirou da corrida presidencial em 9 de março de 2000. Dois meses mais tarde, ele oficialmente endossou George Bush e ocasionalmente fez campanha para ele durante a campanha eleitoral. Bush venceria as eleições presidenciais sobre o candidato democrata Al Gore, perdendo no voto popular mas ganhando no colégio eleitoral.

## Carreira no Senado de 2000 a 2008

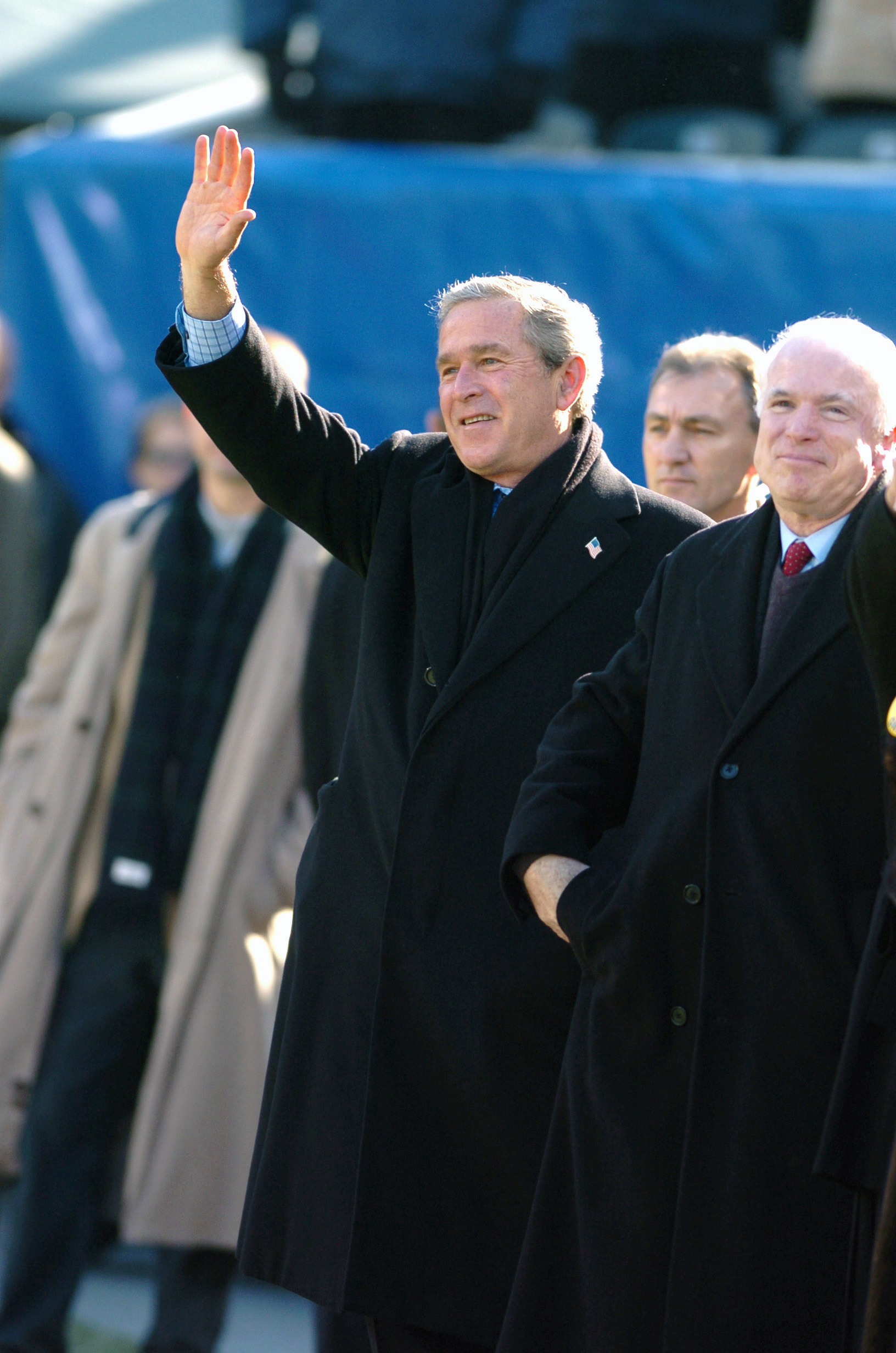
O presidente George W. Bush com o Senador McCain, em 4 de dezembro de 2004.

McCain começou 2001 quebrando com o governo de George W. Bush em várias questões, incluindo reforma no sistema de saúde, mudança climática e legislação sobre armas; a lei McCain–Feingold, proposta ainda na década de 1990, que visava reformar as leis de financiamento de campanha, foi oposta por Bush também. Em maio de 2001, McCain foi um dos dois senadores republicanos a votar contra os cortes de impostos de Bush. Muito dessa animosidade devia-se a dura campanha que os dois travaram no ano 2000 para ver quem ficaria como o candidato do partido. Mais tarde, quando o senador republicano Jim Jeffords se tornou um independente, dando assim controle virtual aos democratas no Senado, McCain defendeu Jeffords contra "auto-nomeados executores de lealdade partidária". Apesar de rumores de que McCain poderia deixar o partido também, ele afirmou que tal pensamento nunca passou por sua cabeça. A partir de 2001, McCain começou a usar todo o capital politico que havia ganho na sua corrida a nomeação para presidência, além de sua adquirida experiência como legislador e sua relação com colegas no Congresso, e foi virando um dos senadores mais influentes do país.
Após os Atentados terroristas de 11 de setembro de 2001, McCain apoiou as políticas de Bush e a Guerra do Afeganistão. Ele e o senador democrata Joe Lieberman escreveram a legislação que criou a Comissão do 11 de Setembro, e, junto com o senador Fritz Hollings, co-patrocinaram a Lei de Segurança de Aviação e Transporte, que federalizava a segurança nos aeroportos da nação.
Em março de 2002, a lei McCain–Feingold, oficialmente conhecida como Lei da Reforma de Campanha Bipartidária de 2002, é passada no Congresso e sancionada pelo Presidente Bush, que se tornou uma das maiores leis de reforma de financiamento de campanha das últimas décadas. Depois de sete anos de luta, sua aprovação foi uma das maiores vitórias legislativas de McCain, a respeito de um assunto que ele lutava desde a década de 80.
A partir de 2002, quando o governo Bush propôs uma invasão ao Iraque de Saddam Hussein como parte da Guerra global contra o Terrorismo, McCain deu apoio total a proposta. Ele afirmou que o Iraque era "um perigo presente e claro para os Estados Unidos da America" e votou em favor de uma resolução que deu ao presidente Bush autoridade para lançar sua guerra contra Saddam e ocupar o Iraque (a Iraq War Resolution) em outubro de 2002. McCain previu que as tropas americanas seriam recebidas como libertadores pela maioria da população iraquiana. Em maio de 2003, McCain votou contra uma segunda rodada de corte de impostos proposto por Bush, afirmando que isto não seria sábio em tempos de guerra. Em novembro, após uma viagem ao Iraque, ele questionou o Secretario de Defesa Donald Rumsfeld, afirmando que mais tropas seriam necessárias devido ao aumento da violência sectária; no ano seguinte, afirmou que havia perdido completamente sua confiança em Rumsfeld.
Em outubro de 2003, McCain e Lieberman co-patrocinaram a Lei de Gestão do Clima que iria instituir um sistema de cap and trade (Comércio de Emissões) a fim de reduzir as emissões ds gases do efeito estufa para os níveis do ano 2000; a lei foi derrotada no Senado por 55 contra e 43 a favor. Os dois tentaram passar a lei, com modificações mais duas vezes, a última acontecendo em janeiro de 2007 e com apoio de vários outros senadores, incluindo Barack Obama.
Na eleição presidencial nos Estados Unidos em 2004, McCain foi novamente mencionado para ser um candidato a vice, só que muitos sugeriram que poderia ser na chapa democrata do candidato John Kerry. McCain afirmou que Kerry nunca lhe ofereceu a posição e que se o tivesse feito, teria recusado. Na Convenção Nacional Republicana de 2004, McCain apoiou Bush para reeleição, elogiando a gestão do presidente a respeito da Guerra ao Terror desde os Atentados de 11 de setembro. Ao mesmo tempo, ele defendeu o serviço militar de Kerry durante a Guerra do Vietnã. Em agosto de 2004, McCain tinha o melhor índice de aprovação-reprovação (55%—19%) de qualquer político americano; ele fez mais campanhas e aparições em favor de Bush naquele ano do que tinha feito na eleição anterior, embora os dois fossem mais aliados do que amigos.
Em 2004, enquanto fazia campanha para Bush, McCain também concorria a re-eleição como senador. Ele derrotou o democrata Stuart Starky facilmente, angariando 77% dos votos.

### Começo do quarto mandato no Senado
Em maio de 2005, McCain liderou o chamado "Gangue de 14" no Senado, que estabeleceu um compromisso que tentava preservar a habilidade de fazer filibuster (obstrução) para nomeações judiciais, mas apenas em "circunstâncias extraordinárias". Tal ação reduziu a quantidade de filibusters, mas muitos republicanos ficaram desapontados com o fato de que isso não eliminou as obstruções para nomeações judiciais. McCain subsequentemente votou para confirmar as nomeações de Bush (John Roberts e Samuel Alito) para a Suprema Corte.
Diferente do que havia feito em 2001 e 2003, McCain apoiou a expansão dos cortes de impostos feito por Bush em maio de 2006, afirmando que não fazer isso significaria um aumento nos impostos. Trabalhando com o senador Ted Kennedy, McCain foi um proponente da reforma no sistema de imigração, que envolveria legalização, programa de trabalhadores [estrangeiros] convidados e melhorias na segurança de fronteira. A Lei de Proteção da América e Imigração Ordenada não foi votada em 2005, enquanto a Lei Compreesiva de Reforma de Imigração passou pelo Senado em maio de 2006 mas falhou na Câmara. Em junho de 2007, o Presidente Bush, McCain e outros sugeriram uma lei, em 2007, mas atraiu grande condenação de personalidades conservadoras americanas, com alguns chamando tal lei de um programa de "anistia" e acabou não passando pelo Congresso.
McCain sempre tinha apoiado maior expansão de jogos de azar e apostos dentro das reservas indígenas americanas (conhecida como Indian gaming). Em meados da década de 2000, já era uma indústria de US$ 23 bilhões de dólares. Ele havia sido duas vezes, em 1995–1997 e 2005–2007, Presidente do Comitê do Senado para assuntos Indígenas e ajudou a expor um escândalo envolvendo apostas ilegais feitas em reservas por lobistas.

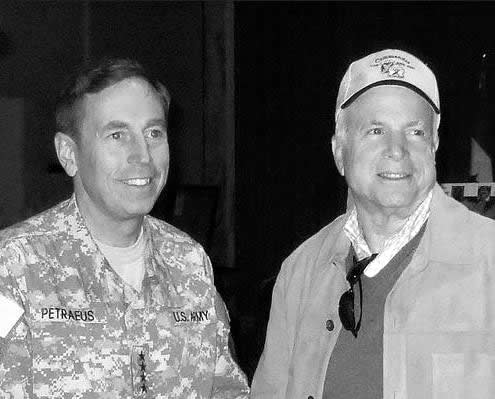
O general David Petraeus e McCain em Bagdá, em novembro de 2007.

Relembrando seu tempo como prisioneiro de guerra, McCain era reconhecido por sua atenção a assuntos envolvendo detenção e interrogação de prisioneiros durante a Guerra ao Terror. Como ele se opunha as políticas de tortura (chamadas de "técnicas avançadas de interrogatório") apoiadas pelo governo Bush, em outubro de 2005, McCain introduziu uma emenda na Lei de Apropriação de Defesa em 2005, que passou no Senado com 90 a favor e apenas 9 contra. A lei proibia tratamento desumano de detentos, incluindo aqueles em detidos na Prisão de Guantánamo, ao limitar as técnicas de interrogatório a aquelas do manual de interrogação do exército. Embora Bush tivesse ameaçado vetar a lei se a emenda colocada por McCain estivesse incluída, o presidente anunciou, em dezembro de 2005, que aceitaria os termos do senador e assinaria a lei para mostrar ao mundo que "o governo [americano] não pratica tortura e que nós aderimos à convenção internacional de tortura, seja aqui em casa ou no exterior". Assim, no final de 2016, McCain foi nomeado pela revista Time como um dos "Dez Melhores Senadores dos Estados Unidos". McCain também era um oponente  da técnica conhecida como "afogamento simulado", votando contra leis que apoiavam tais tipos de técnicas.
Enquanto isso, McCain continuava a questionar o andamento ruim da Guerra do Iraque. Em setembro de 2005, ele respondeu ao Chefe do Estado-Maior Conjunto das Forças Armadas, Richard Myers, e sua visão otimista, dizendo: "as coisas não estão indo tão bem quanto esperamos ou planejamos, não como estamos ouvindo de você, General Myers." Em agosto de 2006, ele criticou o governo Bush por subestimar a insurgência iraquiana: "Nós não contamos ao povo americano o quão difícil isso pode ser". Do começo, McCain apoiou o envio de reforços para o Iraque em 2007 (chamado de the surge). Os oponentes do plano chamaram isso de "o plano de McCain" e o cientista político da Universidade de Virgínia, professor Larry Sabato, afirmou: "McCain está envolvido com o [conflito no] Iraque tanto quanto Bush agora." Naquela altura, a guerra já era muito impopular com o público e até mesmo dentro do partido republicano, e com McCain dando início a sua campanha presidencial, ele comentou a respeito: "eu preferiria perder uma campanha do que uma guerra." Em março de 2008, McCain afirmou que o envio de mais tropas ao Iraque, feito no ano anterior, fez com que a violência nesse país caísse. Ele fez estes comentários durante sua oitava viagem ao território iraquiano.

## Campanha presidencial de 2008

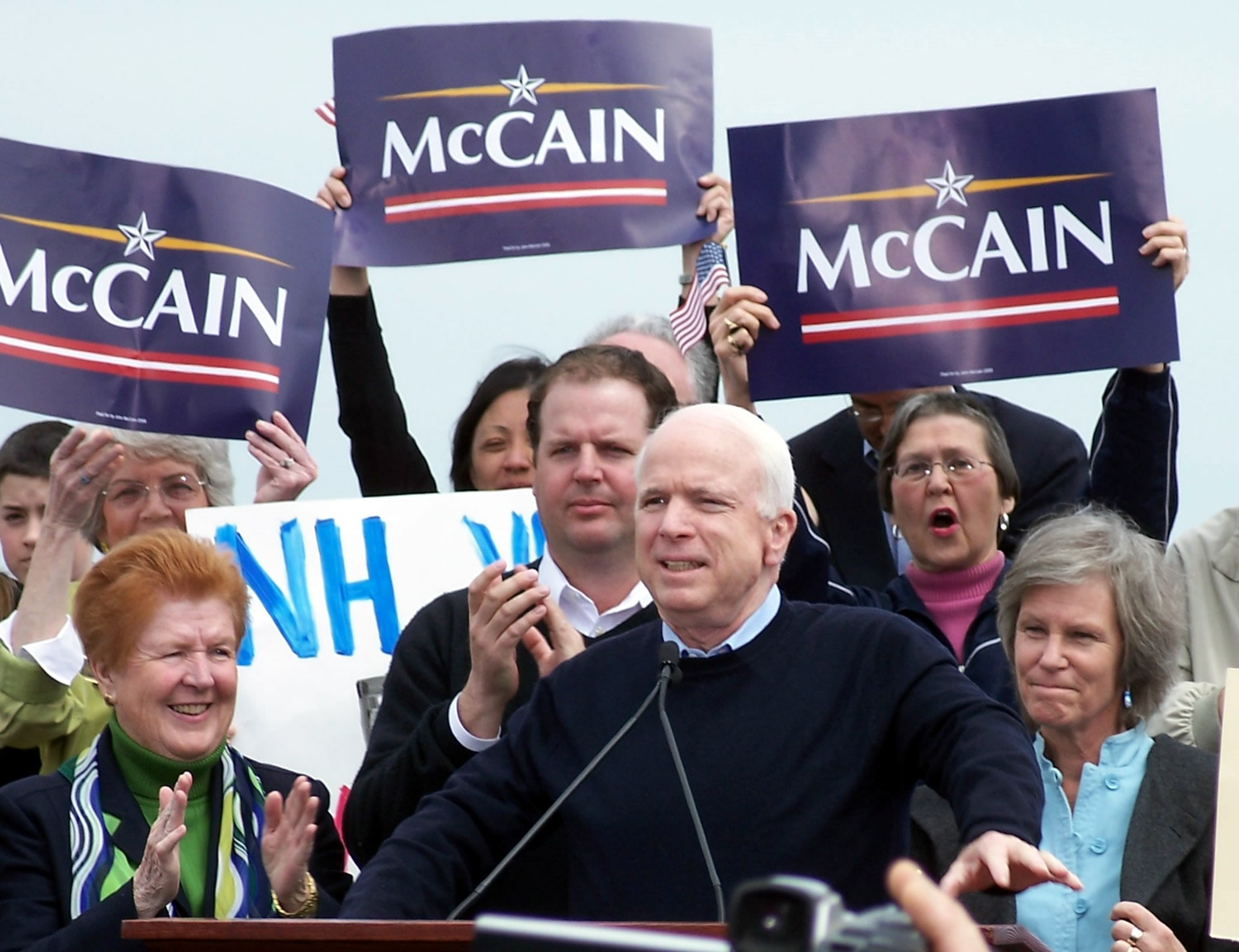
McCain anunciando sua candidatura a presidência em Portsmouth, Nova Hampshire, 2007

Em 25 de abril de 2007, em Portsmouth, Nova Hampshire, McCain anunciou oficialmente que tentaria concorrer a Casa Branca novamente. Ele afirmou: "Eu não estou concorrendo a presidência para virar alguém, mas para fazer coisas; para fazer as coisas difíceis, mas necessárias, não as coisas fáceis e desnecessárias."
Foi citado como as principais forças de John McCain como candidato em 2008 era o fato de seu nome ser reconhecido nacionalmente, ter apoio dos principais lobistas e movimentos de reforma de financiamento de campanha, sua habilidade de alcançar entendimentos com seus oponentes, seu serviço militar e suas experiências de vida como prisioneiro de guerra, antigo candidato da corrida presidencial em 2000 e a expectativa dele conseguir financiamento dos aliados de Bush. Durante o ciclo eleitoral de 2006, McCain participou de 346 eventos e angariou mais de US$10,5 milhões em nome de candidatos republicanos. McCain também começou a aceitar dinheiro de contribuição de campanha por empresas e indústria, enquanto continuava afirmando que isso não influenciaria suas decisões. Embora os especialistas o colocassem entre os favoritos no começo de 2007, McCain começou em segundo lugar nas pesquisas do partido republicano, atrás do ex-prefeito de Nova Iorque  Rudy Giuliani.
McCain teve problemas para levantar dinheiro na primeira metade de 2007, devido ao seu apoio pela Lei Compreensiva de Reforma da Imigração daquele ano, que era impopular com a base do eleitorado republicano. Ele foi então forçado a reduzir a quantidade de pessoal trabalhando na campanha em julho, mas negou que estava considerando largar a campanha. Mais tarde naquele mês, seu gerente de campanha e chefe estrategista pediram para sair. McCain começou a afundar nas pesquisas de opinião, conquistando a simpatia de menos de 15 dos eleitores republicanos naquele momento.

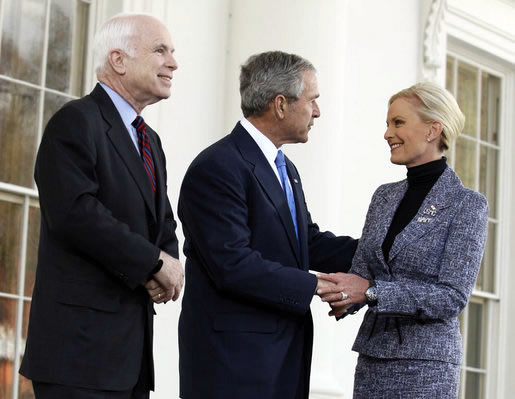
O Presidente Bush se encontra com McCain e sua esposa para endossa-lo para a campanha presidencial, em 5 de março de 2008.

O senador então retomou sua posição familiar como um underdog (azarão, em tradução livre), andando no seu ônibus de campanha e participando de ações midiáticas de custo baixo, como debates e eventos patrocionados. Em dezembro de 2007, a corrida pela nomeação republicana permanecia em aberto, com nenhum candidato se sobressaindo e cada um tendo algum tipo de vulnerabilidade que afetavam sua visão com a base eleitoral do partido. McCain foi lentamente mostrando uma recuperação, especialmente após vencer nas primárias em Nova Hampshire e ganhando o endorso do The Boston Globe, do New Hampshire Union Leader e mais de uma dúzia de outros jornais, além do senador Joe Lieberman (agora um democrata independente). McCain decidiu não fazer muita campanha em 3 de janeiro de 2008, com o ex governador do Arkansas, Mike Huckabee, vencendo em Iowa, com facilidade.
A reviravolta para McCain começou quando ele ganhou as primárias em Nova Hampshire em 8 de janeiro, derrotando o ex governador de Massachusetts Mitt Romney em um pleito acirrado, para voltar a ser um dos favoritos na corrida a nomeação presidencial. Em meados de janeiro, McCain ficou em primeiro lugar na Carolina do Sul, derrotando, também por pouco, Mike Huckabee. Uma semana depois, McCain venceu a importante primária na Flórida, mais uma vez derrotando Romney por poucos votos; Giuliani largou a corrida e endossou McCain.
Em 5 de fevereiro, McCain venceu a maioria dos estados na Super Terça, colocando-o isolado na liderança das primárias republicanas. Romney saiu da disputa a 7 de fevereiro. Em 4 de março, McCain já tinha o número de delegados suficientes para se tornar o candidato presuntivo do Partido Republicano na corrida presidencial.
McCain nasceu na Zona do Canal do Panamá (então território controlado pelos Estados Unidos). Se ele tivesse sido eleito, teria sido o primeiro presidente a nascer fora do continente dos Estados Unidos. Isso gerou um problema legal, pois a Constituição requeria que o presidente fosse um cidadão natural (ou seja, nascido nos territórios do país, sem nunca ter tido cidadania de outra nação). Uma investigação bipartidária, promulgou uma resolução unânime, concluindo que McCain era um cidadão natural. Se eleito, teria sido  também o presidente mais velho, aos 72 anos e 144 dias.
Sob preocupações a respeito da idade avançada e problemas de saúde no passado, McCain afirmou, em 2005, que estava com "excelente" saúde, na verdade. Ele já tinha sido tratado por um melanoma (um tipo de câncer de pele) e uma operação a qual ele foi submetido no ano 2000 deixou uma marca visível na sua face esquerda. O prognóstico de McCain parecia favorável, de acordo com avaliações independentes, já que ele havia sobrevivido fazia sete anos sem qualquer ressurgimento da doença. Em maio de 2008, a campanha dele deixou a impressa ter acesso aos seus relatórios de saúde, e ele parecia estar livre de câncer, tendo um coração forte e em geral em boa saúde.
McCain rapidamente conseguiu o número de delegados suficientes para conseguir a nomeação do Partido Republicano e começou a preparar sua campanha para a eleição presidencial, enquanto os Democratas ainda estavam se arrastando para encontrar um candidato, numa disputa acirrada entre Barack Obama e Hillary Clinton. McCain começou anunciando suas primeiras propostas políticas e tentou angariar mais fundos para sua campanha. Sua esposa, Cindy McCain, que controlava boa parte das riquezas da família (perto de US$ 100 milhões), tornou público suas declarações de imposto de renda (gesto comum dos candidatos presidenciais). Após muitas críticas a respeito de lobistas na sua equipe, a campanha de McCain emitiu novas regras, em maio de 2008, para evitar conflito de interesses, demitindo cinco funcionários.

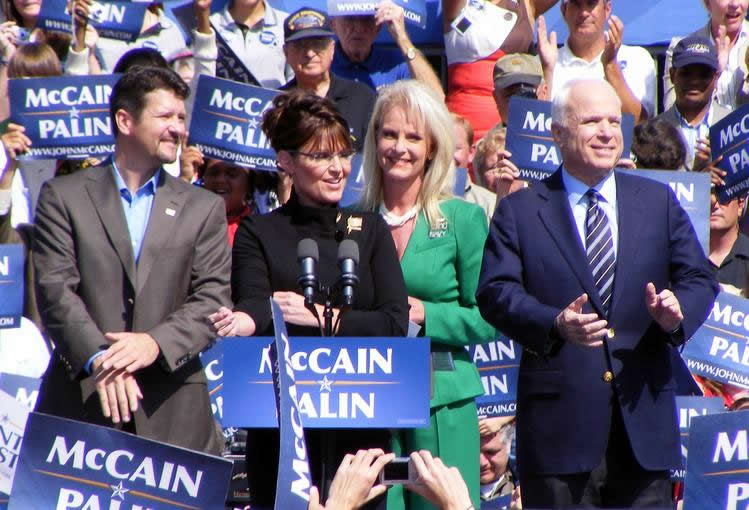
Os Palins e os McCains durante um evento de campanha em Fairfax, Virgínia, em 10 de setembro, logo após a Convenção Nacional Republicana de 2008.

Quando Barack Obama se tornou o nomeado presuntivo do Partido Democrata, em junho, McCain propôs fazer uma série de town hall meetings (debates em auditórios com contato direto com eleitores), mas Obama se recusou e preferiu os tradicionais debates no outono. Em julho, outra mudança no pessoal de campanha deixou o estrategista Steve Schmidt no controle operacional total na campanha de McCain. O consultor político Rick Davis continuou como manager mas em papel reduzido. Davis também tinha gerenciado a campanha de McCain em 2000. Em 2005 e 2006, a inteligência dos Estados Unidos alertou a equipe de McCain sobre as ligações de Davis com os russos.
Durante o verão de 2008, Obama estava na dianteira de McCain nas pesquisas nacionais e também estava na frente nos estados chave. McCain mais uma vez tomou o papel de underdog. Mesmo assim, a situação não era favorável aos republicanos em geral. Seu partido governava o país fazia oito anos e havia duas guerras sendo travadas (no Afeganistão e no Iraque) e a economia estava em recessão. Esses problemas levaram os Democratas a dominar ambas as casas do Congresso nas eleições de 2006. A campanha de McCain se viu forçada a se afastar do governo Bush, cuja popularidade estava abaixo dos 30% no momento. McCain também foi pego aceitando dinheiro público para a campanha e as restrições que vêm com isso, enquanto criticou o oponente democrata por ser o primeiro candidato a não recorrer a este tipo de financiamento desde 1976, optando por receber dinheiro privado de empresas e companhias. A campanha republicana decidiu focar na experiência de John McCain e sua habilidade de liderar, em contraste com Obama.
Em 29 de agosto de 2008, McCain revelou que ele escolhera a governadora do Alaska Sarah Palin para ser sua running mate (candidata a vice). A escolha foi altamente controversa, devido a inexperiência de Palin e alguns pontos obscuros de sua vida pessoal. McCain foi apenas o segundo presidenciável a escolher uma mulher para sua chapa (Walter Mondale o fez em 1984) e o primeiro republicano. Em 3 de setembro de 2008, McCain e Palin foram oficialmente nomeados, na Convenção Nacional Republicana, para serem candidatos do Partido Republicano para o cargo de presidente e vice, respectivamente, nas eleições gerais. O impacto inicial da escolha de Palin como vice na chapa deu um novo impulso a campanha de McCain e em algumas pesquisas ele apareceu à frente de Obama. Sarah Palin, uma conservadora convicta, energizou a base do partido e trouxe mais apoiadores a McCain. Contudo, além do eleitorado de base dos republicanos, Palin não teve grande impacto no cenário geral, algo que a própria campanha admitiu. A visão de Sarah Palin com o povo também foi piorando, especialmente entre os eleitores sem filiação partidária, preocupados com as poucas qualificações dela e seu aparente despreparo.

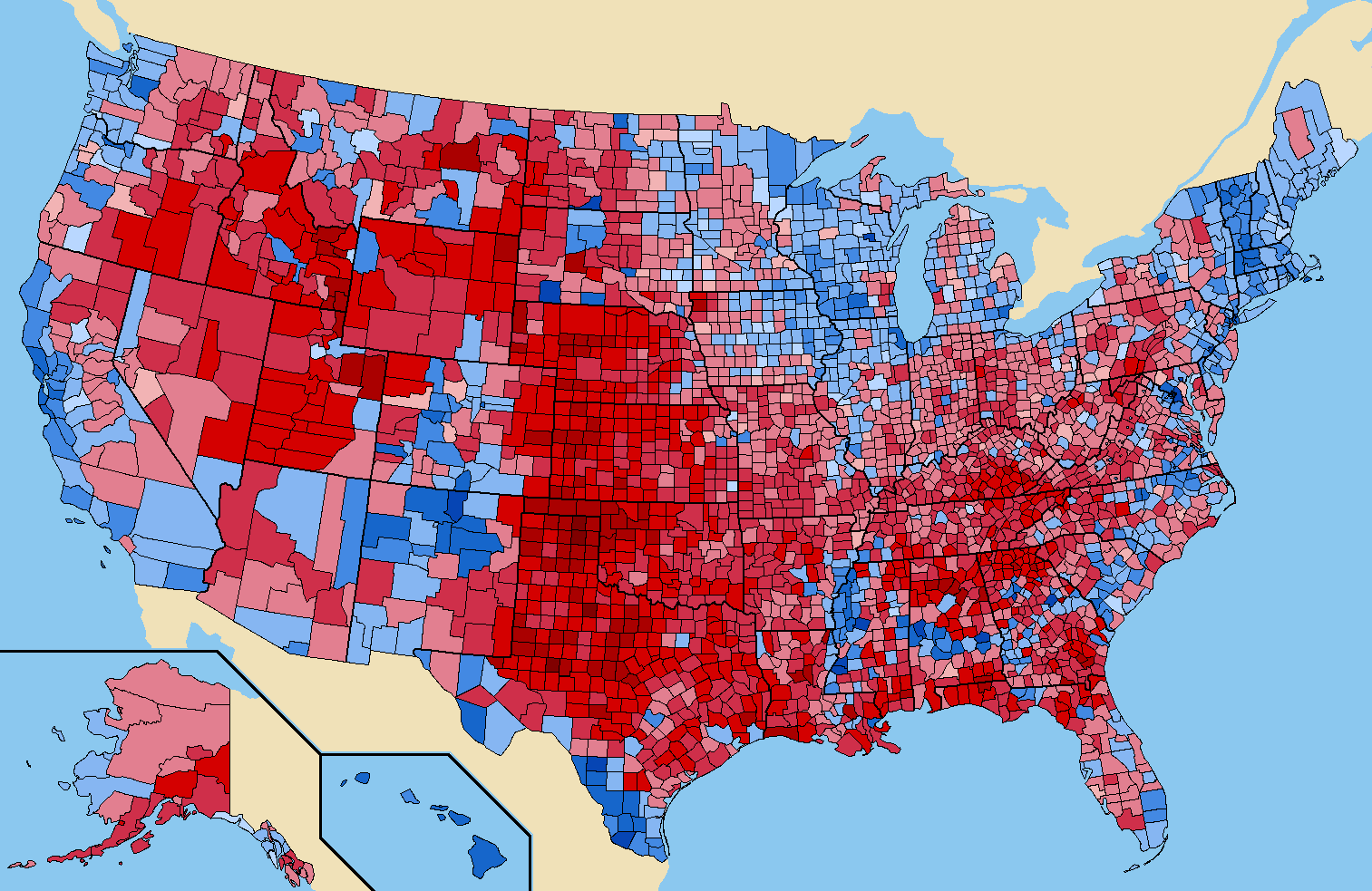
Resultado condado por condado da eleição. McCain (vermelho) manteve o domínio republicano no sul e na região central do país, mas Obama (azul) venceu no norte e, especialmente na costa leste e oeste, onde a maioria da população vive. Obama acabou vencendo por mais de 10 milhões de votos, a maior margem em vinte anos.

Em 24 de setembro, McCain afirmou que ele estava temporariamente interrompendo sua campanha e convidou Obama para fazer o mesmo, e propôs um atraso nos debates presidenciais para que os dois senadores pudessem trabalhar na resposta do Congresso (o Plano de resgate econômico de 2008) a crise financeira e de hipotecas que abalava o país. A intervenção de McCain ajudou a dar aos republicanos insatisfeitos no Congresso a oportunidade de propor mudanças no plano que, de outra forma, estavam próximo de um acordo. Com a recusa de Obama, o primeiro debate aconteceu normalmente, a 26 de setembro. Em 1 de outubro, McCain votou em favor do plano de resgate do sistema financeiro, estipulado em US$ 700 bilhões de dólares. Outro debate aconteceu em 7 de outubro; assim como no primeiro, pesquisas de opinião indicavam que Obama havia se saído melhor. O debate final aconteceu uma semana mais tarde.

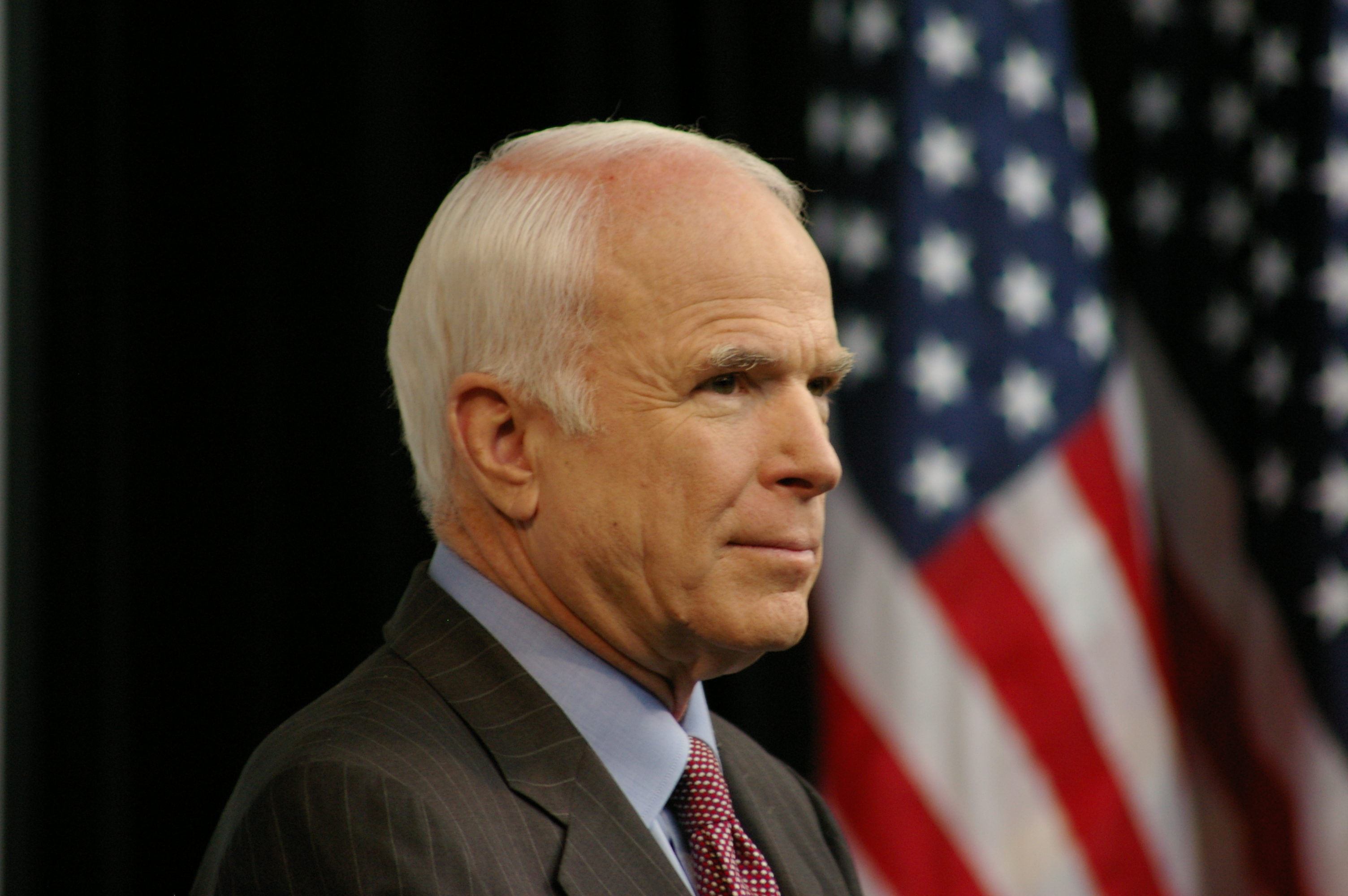
McCain em maio de 2008.

Durante o último debate e a reta final da campanha, McCain intensificou os ataques contra Obama, comparando suas propostas ao socialismo e invocou a imagem de "Joe the Plumber" como símbolo das aspirações dos pequenos empresários e trabalhadores americanos que seriam sufocados num governo Obama. Com o tom da campanha ficando mais pesado, McCain se recusou a utilizar a controvérsia de Jeremiah Wright contra Obama, mas sua campanha criticou o democrata a respeito da sua relação com controverso ativista Bill Ayers. Os comícios de McCain se tornaram cada vez mais maliciosos e intensos, com muitos eleitores republicanos denegrindo Obama como pessoa e demonstrando retóricas e sentimentos antiafroamericanos e antimuçulmanos (apesar de Obama ser cristão praticante, alguns de seus críticos afirmavam que ele era islamita em segredo). Durante um comício em Minnesota, Gayle Quinnell, uma mulher de 75 anos que apoiava McCain, afirmou que não podia confiar no Obama porque "ele era um árabe", McCain a interrompeu e respondeu: "Não, senhora. Ele é um homem de família decente, um cidadão que eu tenho diferenças em questões fundamentais." A resposta de McCain foi considerada um dos pontos altos da campanha e ainda é visto como um dos maiores exemplos de civilidade em uma campanha política dos Estados Unidos. Durante a campanha, McCain gastou quase quatro vezes menos dinheiro que Obama. Sua filha Meghan McCain diz que muitos republicanos insistiram para McCain atacar a fé de Obama e acusa-lo de ser um muçulmano e ainda que ele não era um americano legítimo, mas o pai dela recusava, tentando manter um grau de moralidade naquela disputa e isso irritou muitos no Partido Republicano.
A eleição aconteceu a 4 de novembro e Barack Obama foi projetado como o provável vencedor por volta das 23:00 h EST; McCain fez um discurso, reconhecendo a derrota, em Phoenix, Arizona, vinte minutos depois. Na sua fala, ele notou a significância história da eleição de Obama ao se tornar o primeiro afro-americano a chegar a presidência. No final, McCain venceu 173 votos no colégio eleitoral contra 365 de Obama; McCain perdeu em todos os estados decisivos e até mesmo em estados do sul (que historicamente votavam republicano). No voto popular nacional, John McCain ganhou 46% dos votos (ou 59 948 323) contra 53% de Obama, que venceu por uma margem de um pouco mais de dez milhões de votos.

## Carreira no Senado após 2008

### Fim do quarto mandato no Senado
Após a derrota nas eleições de 2008, McCain retornou ao Senado ponderando sua nova posição após o pleito. Em meados de novembro, ele se encontrou com o presidente-eleito Obama e os dois discutiram pontos políticos em comum. Nesta época, McCain afirmou que ele concorreria a reeleição em 2010 para o Senado. Durante o período que antecedia sua posse, Obama consultava com McCain em várias questões em um ponto raro entre um presidente eleito e seu rival derrotado, e durante a posse, Barack Obama de fato fez alusões ao senador do Arizona.

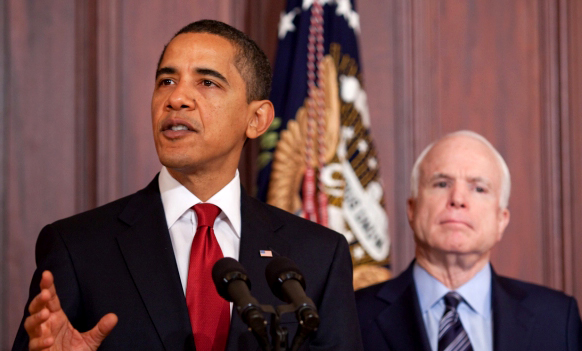
O presidente Barack Obama e John McCain numa conferência de imprensa em março de 2009.

Ainda assim, McCain emergiu como um dos líderes do Partido Republicano em sua oposição ao pacote de estimulo economico feito pelo governo Obama, no começo de 2009, afirmando que ele focava em gastos demais e estimulo de menos. McCain também votou contra a nomeação de Sonia Sotomayor para a Suprema Corte — dizendo que, embora ela fosse qualificada, não acreditava que ela compartilhava sua visão de restrição [política] na justiça. Logo, McCain estava votando mais dentro de linhas partidárias e ideológicas do que em qualquer outro período da carreira, algo que ele sempre tinha criticado outros que o faziam. Ele tinha reafirmado sua opinião de que a Guerra do Afeganistão era ganhável e criticou a lentidão de Obama de se decidir a respeito de mandar mais tropas para lá.
McCain também criticou o fato do governo Obama ter desmantelado a construção de um sistema de defesa contra mísseis na Polônia, se recusou a negociar questões sobre aquecimento global (como havia feito em anos anteriores) e fortemente se opôs ao plano de Obama para reforma no sistema de saúde. McCain realizou vários filibuster para tentar evitar que a lei conhecida como "Don't ask, don't tell" fosse repelida. McCain de fato mudou de opinião sobre várias bandeiras políticas, incluindo sua preocupação com a dívida pública e o tamanho do governo federal, tomando posições mais conservadoras e menos confrontadoras com seu próprio partido. Um ex conselheiro de McCain teria dito: "muitas pessoas, como eu, acreditavam que ele seria o republicano que construiria pontes com a administração Obama. Mas ele tem sido o cara que está explodindo essas pontes."

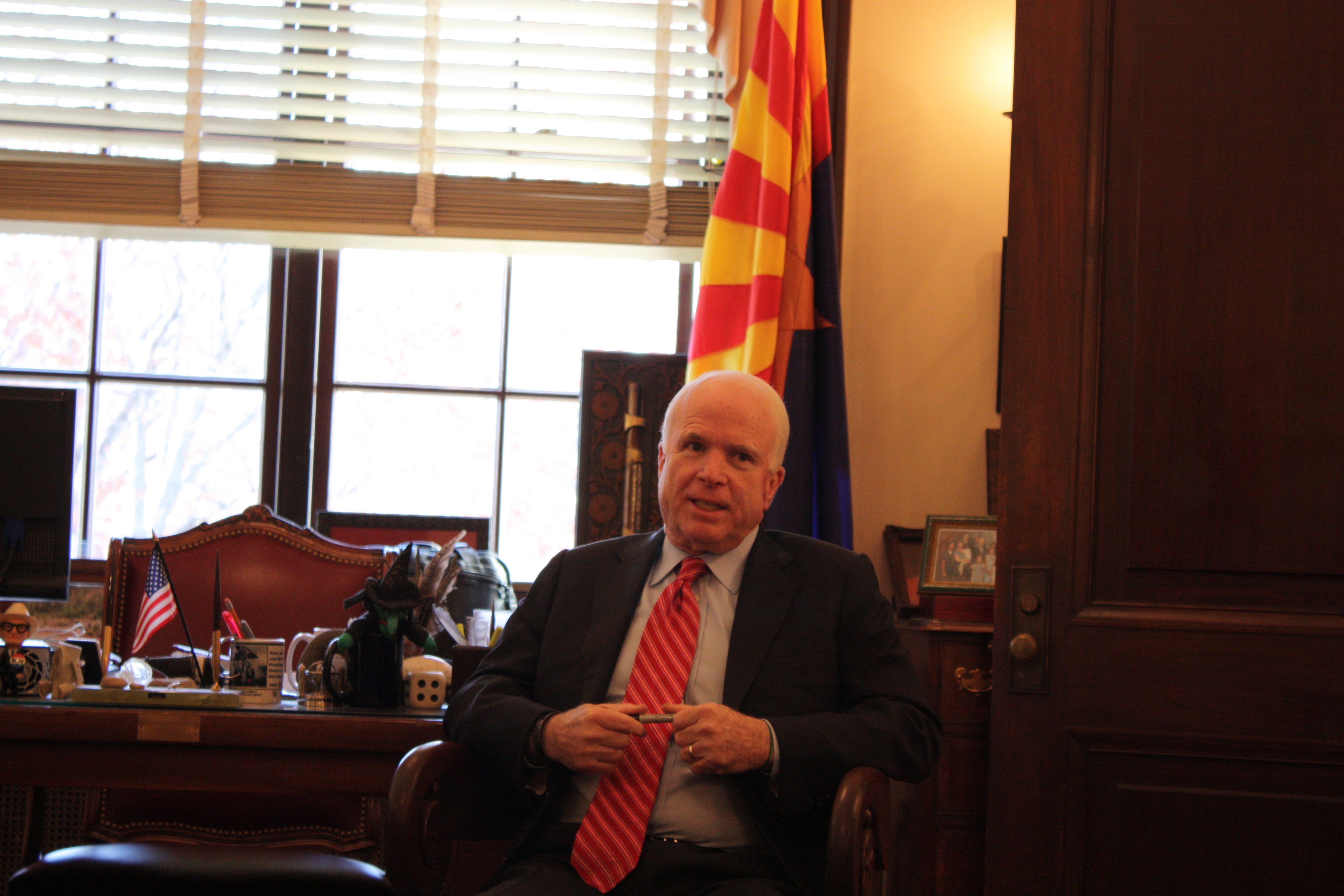
McCain no seu escritório no Senado, em novembro de 2010.

McCain endureceu sua postura provavelmente temendo um desafio dentro do seu próprio partido a sua posição. No começo de 2010, o ex congressista e ardoroso conservador J. D. Hayworth de fato desafiou nas primárias republicanas para a eleição senatorial do Arizona em 2010, que começou a atrair apoiadores dentro do Movimento Tea Party. Com Hayworth utilizando o slogan "O Conservador Consistente", McCain afirmou: "Eu nunca me considerei um maverick (rebelde). Eu me considero uma pessoa que serve ao povo do Arizona ao melhor das suas habilidades." Para enfrentar esta contestação, McCain teve que reverter sua opinião a respeito de vários assuntos sensíveis, como o fechamento da prisão de Guantánamo, restrições em contribuição para financiamento de campanhas e gays servindo nas forças armadas.
Quando o plano de reforma de saúde de Obama, o Patient Protection and Affordable Care Act, foi aprovado no Congresso e virou lei em março de 2010, McCain se opôs ferozmente a lei não só pelo mérito da mesma mas também como ela foi passada nos comitês. Como consequência, ele avisou que colegas republicanos não estariam mais dispostos a trabalhar com democratas em qualquer outra coisa: "Não haverá cooperação pelo resto do ano." McCain também se tornou um defensor da chamada "Arizona SB 1070", em abril de 2010, que era um forte lei anti-imigração que levou a controvérsia a nível nacional, afirmando que o estado foi obrigado a tomar ações duras devido a inabilidade do governo federal de proteger a fronteira. Em 24 de agosto, McCain venceu Hayworth nas prévias do partido com 56% dos votos. McCain então derrotou facilmente o democrata Rodney Glassman na eleição geral.
Em uma sessão do 111º Congresso, McCain votou na versão final de uma lei de estímulos fiscais, reautorização de programa de auxílio desemprego e criação de empregos (de 2010), mas votou contra o DREAM Act (que ele já tinha apoiado no passado) e o novo tratado de controle de armas estratégicas, firmado com a Rússia. Mais notavelmente, ele continuou a liderar a luta contra a anulação da lei conhecida como "Don't ask, don't tell" que impedia que gays servissem abertamente nas forças armadas, mas no final a lei foi repelida com sucesso pelos democratas. McCain afirmou que este dia tinha sido "muito triste" e comprometia a eficácia do exército (embora o Pentágono tivesse negado isso e apoiado o presidente).

### Quinto mandato no Senado
Enquanto os republicanos tomaram o controle da Câmara dos Representantes no 112º Congresso, o Senado permaneceu sob controle democrata, com McCain mantendo sua posição de liderança no Comitê das Forças Armadas. Após a Primavera Árabe começar, McCain pediu para o presidente do Egito, Hosni Mubarak, renunciar e afirmou que os Estados Unidos deveria exigir reformas democráticas na região apesar do risco de grupos fanáticos religiosos tentarem aumentar sua influência ou até mesmo tomar o poder. McCain foi, especialmente, um apoiador da ideia da intervenção militar na Líbia em 2011 feita pela OTAN. Em abril, junto com outras figuras americanas proeminentes, ele se encontrou com membros do Conselho Nacional de Transição e das forças antiGaddafi em Bengasi e disse que os rebeldes eram os "seus heróis". Em junho, se juntou ao senador John Kerry em oferecer uma resolução que autorizaria formalmente a intervenção militar e disse: "a desconsideração do governo [Obama] com os representantes eleitos pelo povo americano nesta questão é preocupante e contraprodutivo." Em agosto, McCain votou em favor da Lei de Controle do Orçamento de 2011 para resolver a questão da crise do limite do teto da dívida pública. Em novembro, McCain e o senador Carl Levin foram os líderes no esforço para codificar a Lei de Autorização de Defesa Nacional para o Ano Fiscal de 2012 que, entre outras coisas, dizia que suspeitos de terrorismo, não importando onde fossem capturados, poderiam ser detidos por militares americanos e seu sistema legal; após grupos de liberdades civis levantarem objeções, de alguns democratas e da Casa Branca, McCain e Levin concordaram em deixar a linguagem da lei mais clara, afirmando que esta não valeria para cidadãos americanos.
Nas primárias do Partido Republicano em 2012, McCain endossou Mitt Romney e fez campanha para ele, mas criticou as Super PACs de ambos os candidatos, dinheiro ilimitado que vinha de empresas e indivíduos ricos - fundos que eram usados em anúncios políticos para atacar o adversário. Ele afirmou que a decisão da Suprema Corte de Citizens United v. FEC, que permitia gastos praticamente ilimitados de empresas em campanhas políticas, era "mal informado, arrogante e ingênuo", afirmando que foi a pior decisão da corte até então no século XXI. Romney perderia para Obama na eleição, por aproximadamente cinco milhões de votos. McCain também tentou reduzir os danos que as disputas orçamentárias entre o Congresso e a Casa Branca poderia causar para as forças armadas e, em outra ocasição, defendeu uma ajudante do Departamento de Estado, Huma Abedin, que fora acusada de alguns republicanos de ter laços com a Irmandade Muçulmana.

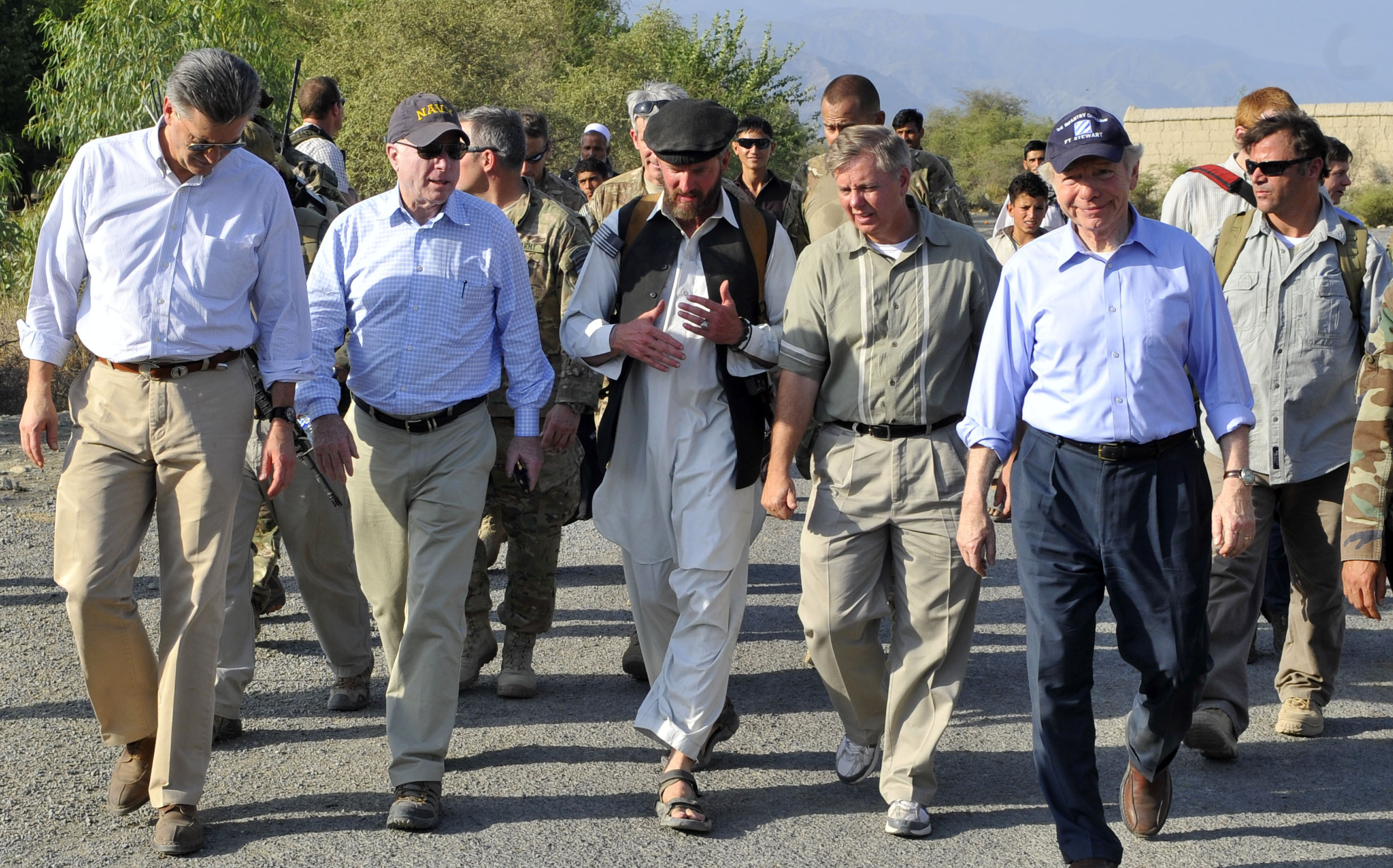
McCain (segundo, da esquerda), Lindsey Graham (segundo, na direita a frente) e Joe Lieberman (na direita, a frente), visitando o Afeganistão, em julho de 2011.

McCain intensificou suas aparições em programas de entrevistas e seus contatos com a imprensa igualmente se tornaram mais frequentes, utilizando a mídia principalmente para criticar a administração Obama. Entre tais críticas, estava a forma como Obama lidou com o Atentado terrorista de Bengasi em 11 de setembro de 2012, afirmando que a reação da Casa Branca fora um "desastre" e que ou houve um "maciço esforço para encobrir a culpa ou incompetência, o que é inaceitável" e que isso era pior que o Caso Watergate. Assim, ele e alguns outros senadores conseguiram bloquear a nomeação da embaixadora na ONU, Susan Rice, que substituiria Hillary Rodham Clinton como Secretária de Estado; o amigo e colega de McCain, John Kerry, acabou sendo nomeado para a posição.
Com relação a Guerra Civil Síria, que começou em 2011, McCain repetidamente insistiu em que o governo dos Estados Unidos interviesse militarmente para apoiar as forças da oposição síria que lutavam contra as tropas do ditador Bashar al-Assad. Ele chegou a visitar alguns líderes rebeldes na Síria em maio de 2013, o primeiro senador a faze-lo, e defendeu armar grupos como o autoproclamado "Exército Livre da Síria" com armas pesadas e o estabelecimento de uma zona de exclusão aérea sobre o país. Após o Ataque químico de Ghouta, em 21 de agosto de 2013, McCain defendeu uma ação militar americana incisiva contra o governo Assad e em setembro votou em favor de dar ao presidente Obama autoridade para atacar a Síria. McCain, contudo, foi enfrentando mais oposição dos anti-intervencionistas dentro do próprio Partido Republicano, afirmando que senadores como Rand Paul e Ted Cruz e o congressista Justin Amash eram "pássaros malucos".

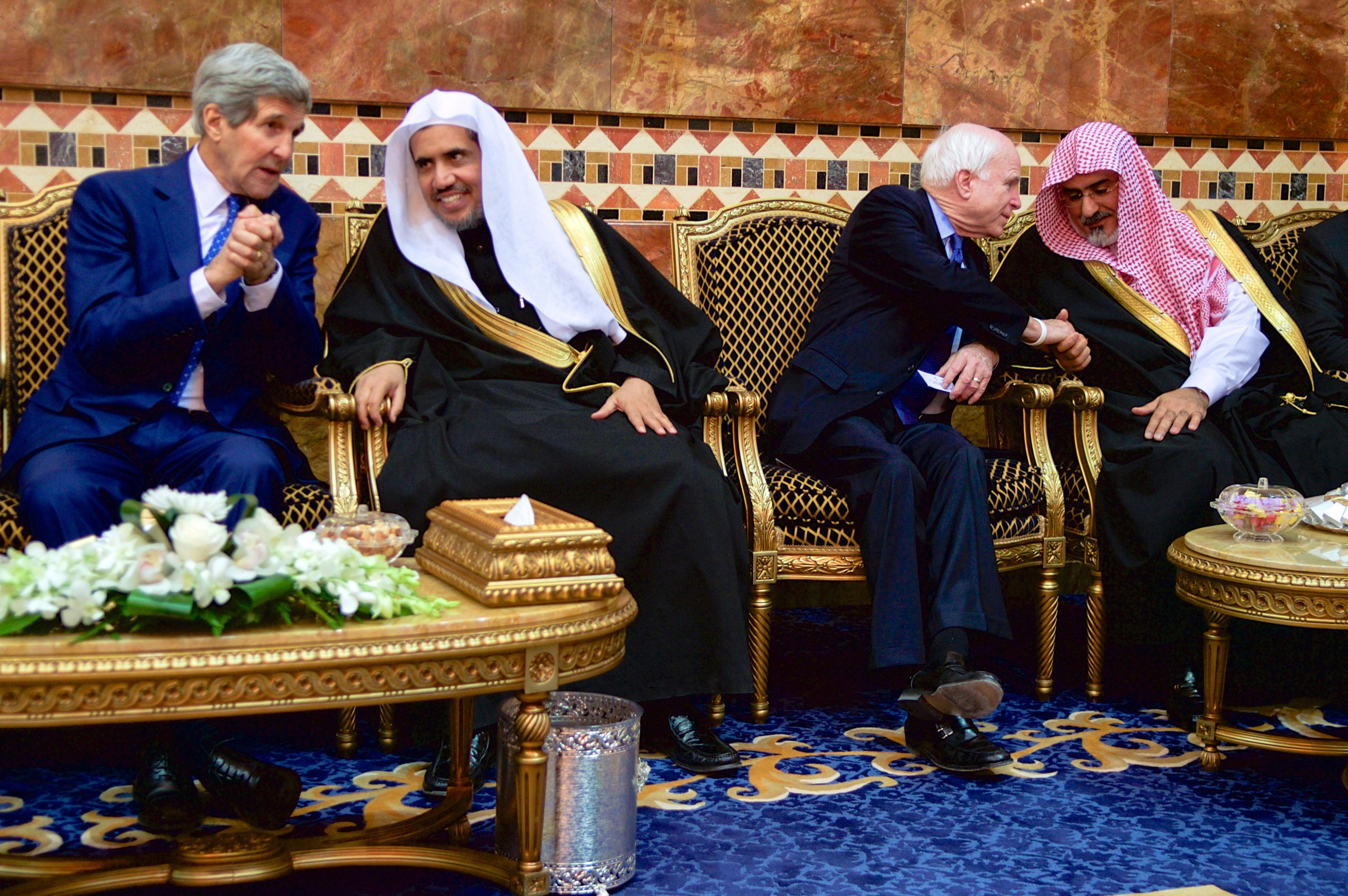
Kerry (na esquerda) e McCain (direita) com membros da família real Saudita, em Riade, em janeiro de 2015.

Em 2013, McCain fez parte de um grupo bi-partidário (conhecido como "Gangue dos Oito"), que tentaria passar legislação para finalmente reformar o sistema de imigração. A lei resultante passou pelo Senado por uma margem de 68–32, mas acabou não passando na Câmara. Em julho de 2013, McCain tentou desenhar um acordo para parar com os filibusters no plenário contra as nomeações do executivo feitas por Obama para evitar que os democratas utilizassem "opção nuclear" que os permitiria evitar filibusters completamente. Contudo, não houve entendimento e os democratas utilizaram a "opção nuclear" de qualquer maneira, para o descontentamento do senador. Porém isso foi um sinal de que McCain tinha melhorado sua relação com Obama e com o líder democrata no Senado, Harry Reid, tentando criar acordos bipartidários em um ambiente que outrora não permitia isso.
McCain era publicamente cético a respeito da estratégia dos republicanos a respeito do fechamento ("shutdown") do governo e a crise do teto da dívida, alimentados pela dificuldade da administração Obama em passar um orçamento no Congresso com os republicanos tentando cortar os fundos ou adiar o financiamento para o Affordable Care Act; em outubro de 2013, ele votou a favor de voltar a financiar o governo e afirmou: "republicanos tem que entender que perdemos esta batalha, como eu previ semanas atrás, e nós não ganharíamos porque estávamos exigindo algo que não alcancaríamos." Ele também foi um dos nove republicanos que votaram para passar a lei de orçamento bipartidário de 2013. Em 2014, as apostasias de McCain chegou ao ponto de que o Partido Republicano do Arizona formalmente o censurou numa ocasião. McCain continuou como um oponente da política externa de Obama, contudo, e em junho de 2014, após vários ganhos territoriais do grupo terrorista autoproclamado Estado Islâmico no Iraque e na Síria, afirmando que isso era resultado de sucessivas falhas do governo Obama e disse que todos os membros do gabinete de segurança do presidente deveriam renunciar. McCain afirmou: "Isso tudo poderia ter sido evitado? ... A resposta é absolutamente sim. Se eu soou irritado é porque estou."

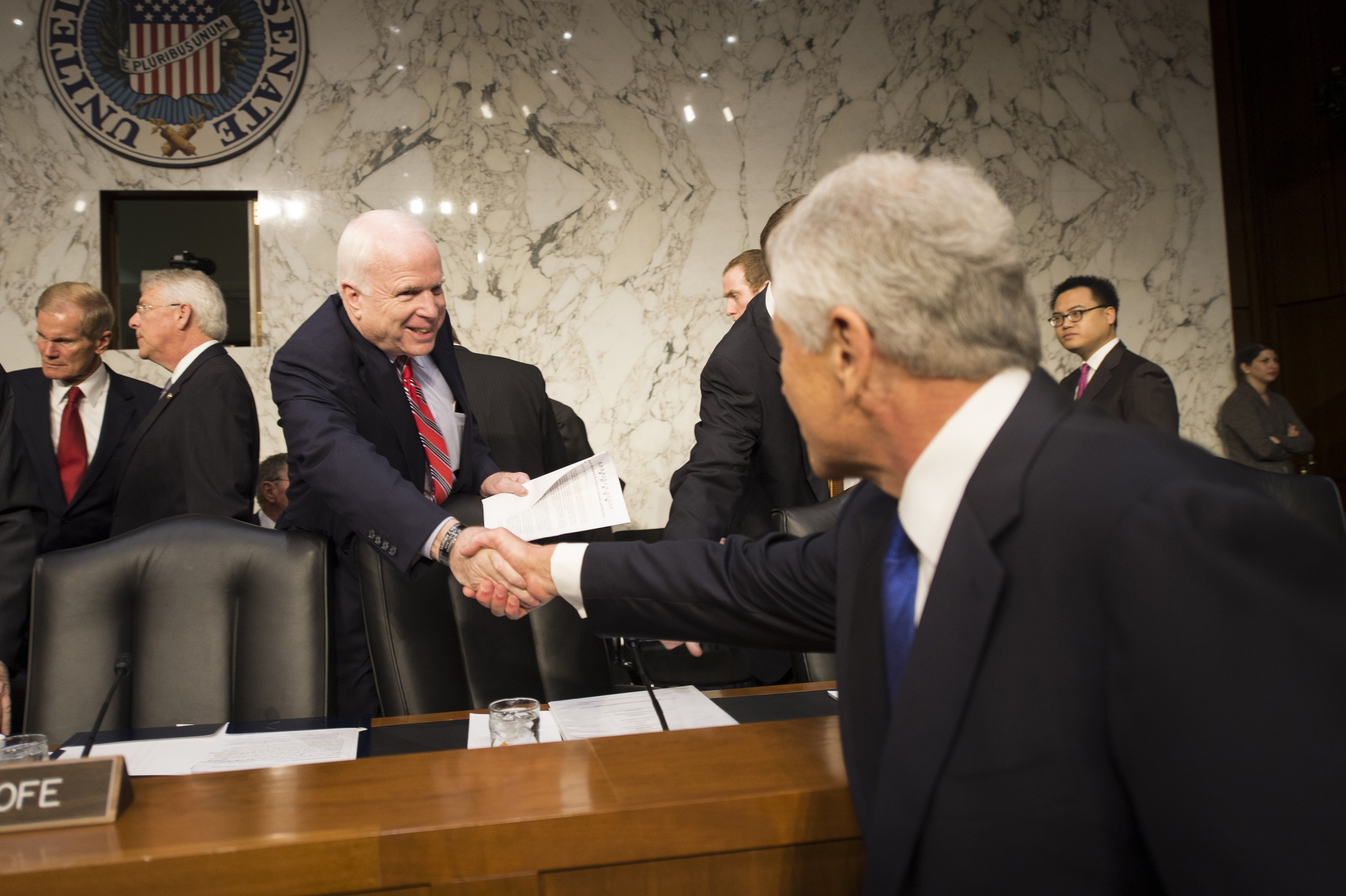
McCan cumprimenta o então Secretário de Defesa Chuck Hagel, em Washington, D.C, em 2013.

McCain apoiou o movimento conhecido como Euromaidan, uma série de protestos na Ucrânia contra o presidente Viktor Yanukovych e seu governo. O senador americano chegou a aparecer na  Praça da Independência em Kiev, em dezembro de 2013. Após a derrubada de Yanukovych, o leste da Ucrânia foi mergulhada numa guerra civil. A Rússia, liderada por Vladimir Putin, iniciou uma intervenção armada no leste ucraniano para apoiar os rebeldes locais e desestabilizar o novo governo pró-ocidente em Kiev. McCain se tornou um dos maiores apoiadores dos Estados Unidos darem armas para as forças militares ucranianas, afirmando que as sanções econômicas contra a Rússia não eram suficientes. Em 2014, McCain liderou a oposição ao apontamento de Colleen Bell, Noah Mamet e George Tsunis para posições de embaixador na Hungria, Argentina e Noruega, respectivamente, afirmando que estas pessoas não eram qualificadas e estavam sendo apontadas apenas por questões políticas. Ao contrário de muitos republicanos, McCain apoiou a liberação de documentos a respeito de tortura do Comitê de Inteligência do Senado, em dezembro de 2014. O senador havia sido torturado no seu tempo como prisioneiro no Vietnã e por isso tinha uma postura antitortura pouco compartilhada por seus colegas conservadores. Ele afirmou que "Nossos inimigos agem sem consciência. Nós não devemos." Ele se opôs a proposta da administração Obama de normalizar as relações entre Cuba e Estados Unidos, ao final de 2014.
O 114º Congresso dos Estados Unidos foi inaugurado em janeiro de 2015 com os republicanos no controle de ambas as casas e McCain se tornou o presidente do Comitê do Senado das Forças Armadas, que era um objetivo de longa data de sua carreira política. Nessa posição, ele liderou a escrita de várias legislações que visavam modificar várias partes da Lei Goldwater-Nichols de 1986 para retornar o poder de aquisição de novos sistemas de armas e tecnologias para os respectivos braços das forças armadas e suas secretarias e para longe da Subsecretaria de Defesa e Aquisição, Tecnologia e Logística, ligado diretamente ao Departamento de Defesa. McCain tentou manter os esforços bipartidários e tentou forjar uma boa relação com o senador democrata Jack Reed. Em abril de 2015, McCain anunciou que ele concorreria, pela sexta vez, na eleição para o Senado por Arizona em 2016. While there was still conservative and Tea Party anger at him, it was unclear if they would mount an effective primary challenge against him. Em 2015, McCain duramente se opôs ao acordo nuclear feito com o Irã pela administração Obama, afirmando que o Secretário de Estado Kerry estava "delirante" e "dando todos os bens" na negociação com os iranianos. McCain apoiou a controversa intervenção da Arábia Saudita no Iêmen contra os militantes xiitas Houthis e as forças leais ao antigo ditador iemenita Ali Abdullah Saleh. McCain afirmou: "tenho certeza que civis morrem na guerra. não tantos quanto os Houthis executaram."

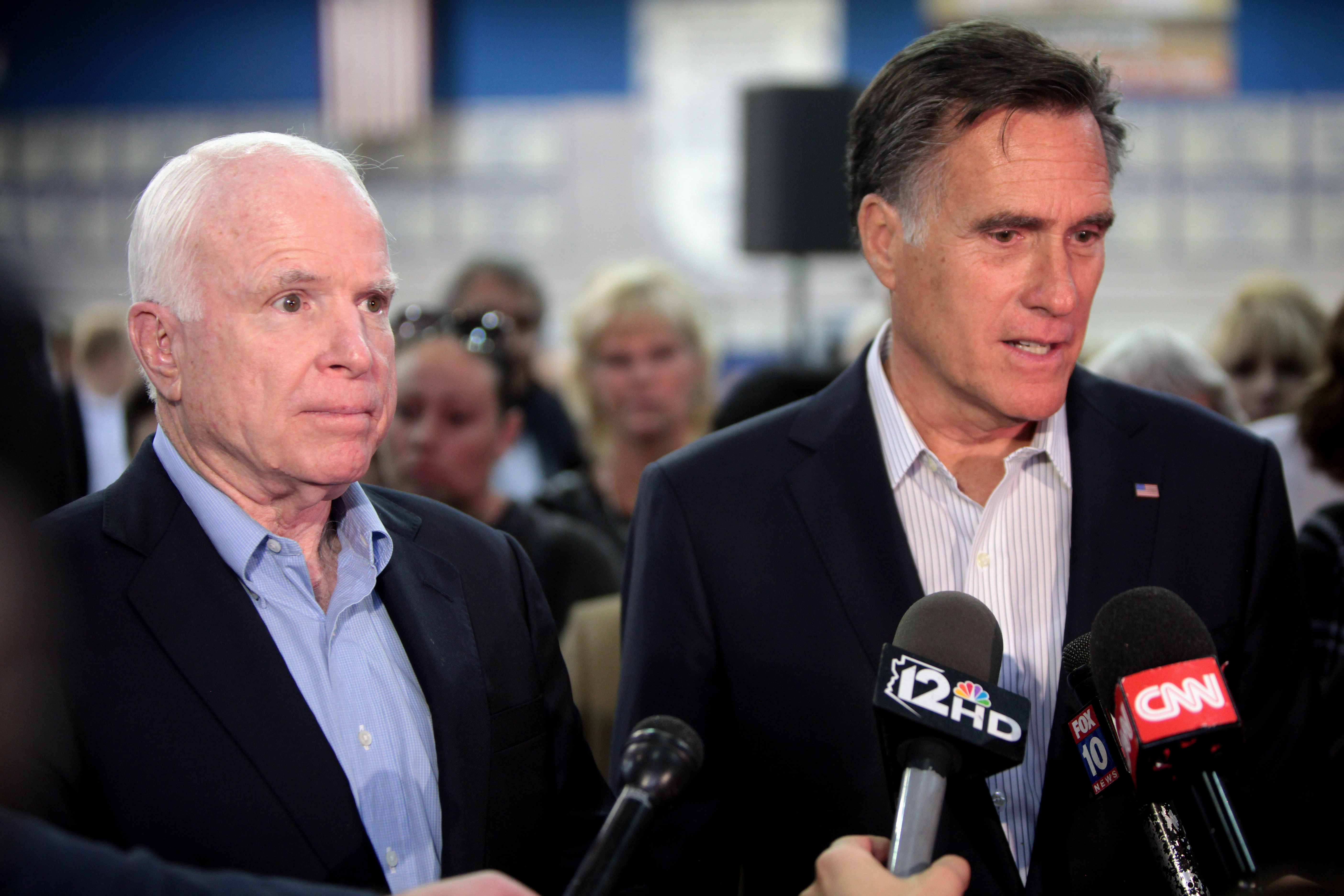
John McCain e seu amigo Mitt Romney.

Em junho de 2016, McCain acusou o presidente Obama de ser "diretamente responsável" pelo Massacre de Orlando pois, segundo o senador, "quando ele [Obama] retirou as tropas do Iraque, a al-Qaeda foi para a Síria, se tornou o EIIL, e o EIIL é o que é hoje devido aos fracassos de Barack Obama."
Durante as eleições primárias do Partido Republicano em 2016, McCain afirmou que apoiaria o candidato republicano seja quem ele fosse, até mesmo Donald Trump, mas após seu amigo Mitt Romney fazer um discurso, em 3 de março, McCain afirmou que estava preocupado e compartilhava as preocupações de Romney a respeito de Trump. A partir daí, a relação entre McCain e Trump se deteriorou. McCain se referiu, certa vez, a uma sala cheio de apoiadores de Trump que todos eram "loucos", causando condenação da campanha de Trump. Pouco depois, Donald Trump se referiu a McCain: "ele me insultou, insultou todos naquela sala... ele é um herói de guerra porque foi capturado. Eu gosto de pessoas que não foram capturadas... talvez ele tenha sido um herói de guerra, mas agora ele fala muitas coisas ruins sobre muita gente." Tal comentário por parte de Trump levou a controvérsias e condenações, mas McCain decidiu não responde-lo diretamente. Trump se tornaria o candidato presuntivo do Partido Republicano em 3 de maio de 2016 e McCain afirmou que o eleitorado republicano se manifestou e ele apoiaria o seu candidato.

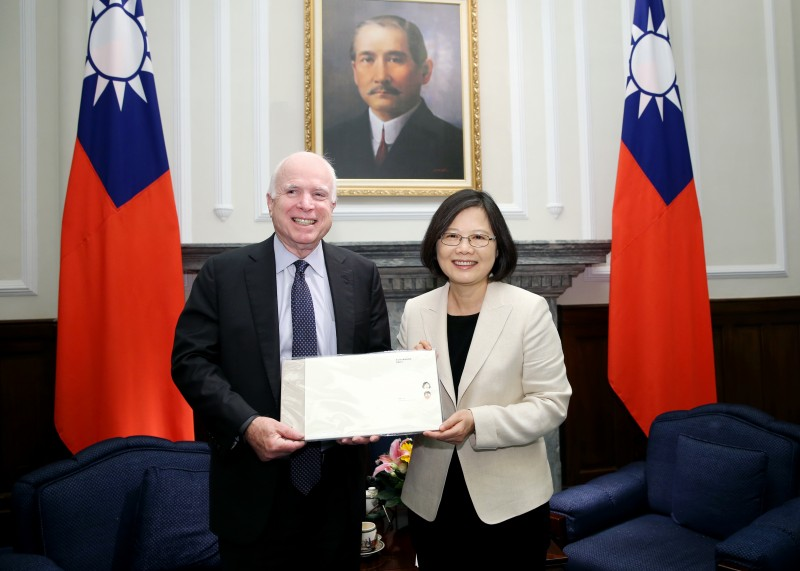
A presidente de Taiwan, Tsai Ing-wen, se encontra com uma comissão do Senado dos Estados Unidos, liderada por John McCain, em junho de 2016.

McCain enfrentou nas primárias o desafia de Kelli Ward, uma fervorosa apoiadora de Donald Trump, mas depois de vence-la enfreou o desafio da democrata Ann Kirkpatrick na eleição. Devido ao desdém dos apoiadores de Trump com McCain e a sua impopularidade com a comunidade hispânica reverberando entre os republicanos em geral, havia uma possibilidade do senador ser contestado de forma efetiva na eleição geral; assim, McCain tentou evitar mencionar Trump durante a campanha. McCain evitou endossar Trump abertamente e quando isso começou a causar problemas com a base conservadora, estourou o escândalo de Donald Trump a respeito da fita do Access Hollywood, fazendo com que o senador se sentisse seguro o bastante retirar seu endosso a Trump. McCain afirmou que os comentários de Trump sobre mulheres eram "degradantes" e seu orgulho de poder "assaltar sexualmente uma mulher" o faria não dar seu voto para ele. Mas também afirmou que não votaria na candidata Hillary Clinton. McCain, agora aos 80 anos de idade, conseguiu derrotar Ann Kirkpatrick na eleição para o senado pelo Arizona, garantindo seu sexto mandato como senador. A eleição de 2016, contudo, foi anormalmente apertada para ele, vencendo por uma das menores marcas de sua carreira política.
Em 31 de dezembro de 2016, em Tbilisi, na Geórgia, McCain afirmou que os Estados Unidos iriam fortalecer as sanções contra a Rússia. Um ano mais tarde, em 23 de dezembro de 2017, o Departamento de Estado confirmou que mais ajuda militar "de capacidade defensiva" seria mandado para Ucrânia.

### Sexto mandato no Senado
McCain assumiu, em 5 de janeiro de 2017, uma audiência no Comitê do Senado para as Forças Armadas, onde senadores republicanos e democratas e oficiais de inteligência, incluindo James R. Clapper Jr. (diretor de Inteligência Nacional) e Michael S. Rogers (diretor da NSA) apresentaram uma "frente unificada" que "reafirmaria a conclusão de que o governo russo havia hackeado e vazado informações para tentar influenciar as eleições americanas".
Em junho de 2017, McCain votou em apoio ao governo Trump a respeito de uma controversa venda de armas para a Arábia Saudita, que girava em torno de US$ 110 bilhões de dólares. Em setembro, em resposta as acusações de genocídio que aconteciam contra a minoria muçulmana Rohingya em Myanmar, McCain defendeu o fim do planejamento de qualquer assistência militar ao governo daquele país num futuro previsível.
Repelir e substituir o Obamacare  (nome pelo qual o Patient Protection and Affordable Care Act ficou conhecido) foi uma das promessas de John McCain na sua campanha para reeleição no Senado em 2016. Em julho de 2017 ele afirmou: "Não tenho dúvida. O congresso deve substituir o Obamacare, que está atingindo o povo do Arizona com alguns dos valores premium mais altos da nação e deixou 14 dos 15 condados de Arizona com apenas uma opção de seguridade de saúde." Ele defendia um sistema de saúde barato e de qualidade, mas apesar disso tudo, demonstrou resistência as propostas feitas por colegas republicanos no Senado pois afirmava atingir o sistema de Medicaid no seu estado.

#### Diagnóstico de câncer no cérebro e cirurgia
McCain passou por uma craniotomia no hospital Mayo Clinic, em Phoenix, Arizona, a 14 de julho de 2017, a fim de remover um coágulo de sangue acima do seu olho esquerdo. Sua ausência fez com que o líder republicano no Senado, Mitch McConnell, atrasasse a votação da nova proposta de reforma na saúde. Cinco dias mais tarde, os médicos confirmaram a presença de um glioblastoma, que é uma forma muito agressiva de câncer no cérebro. O senador começou a se tratar, mas a expectativa de vida nesses casos é muito curta, normalmente não ultrapassando 14 meses. McCain já era um sobrevivente de outros cânceres, incluindo melanoma.
O presidente Donald Trump emitiu uma nota afirmando que desejava melhores a McCain. Muitas outras personalidades políticas também o fizeram, incluindo o ex-presidente Obama. Em 19 de julho, o escritório de McCain agradeceu todos que o desejavam bem e afirmou que o senador permaneceria em casa por um tempo para se recuperar, junto com sua família, também agradecendo o trabalho dos médicos. Em 25 de julho, McCain retornou para Washington.

#### Retorno ao Senado

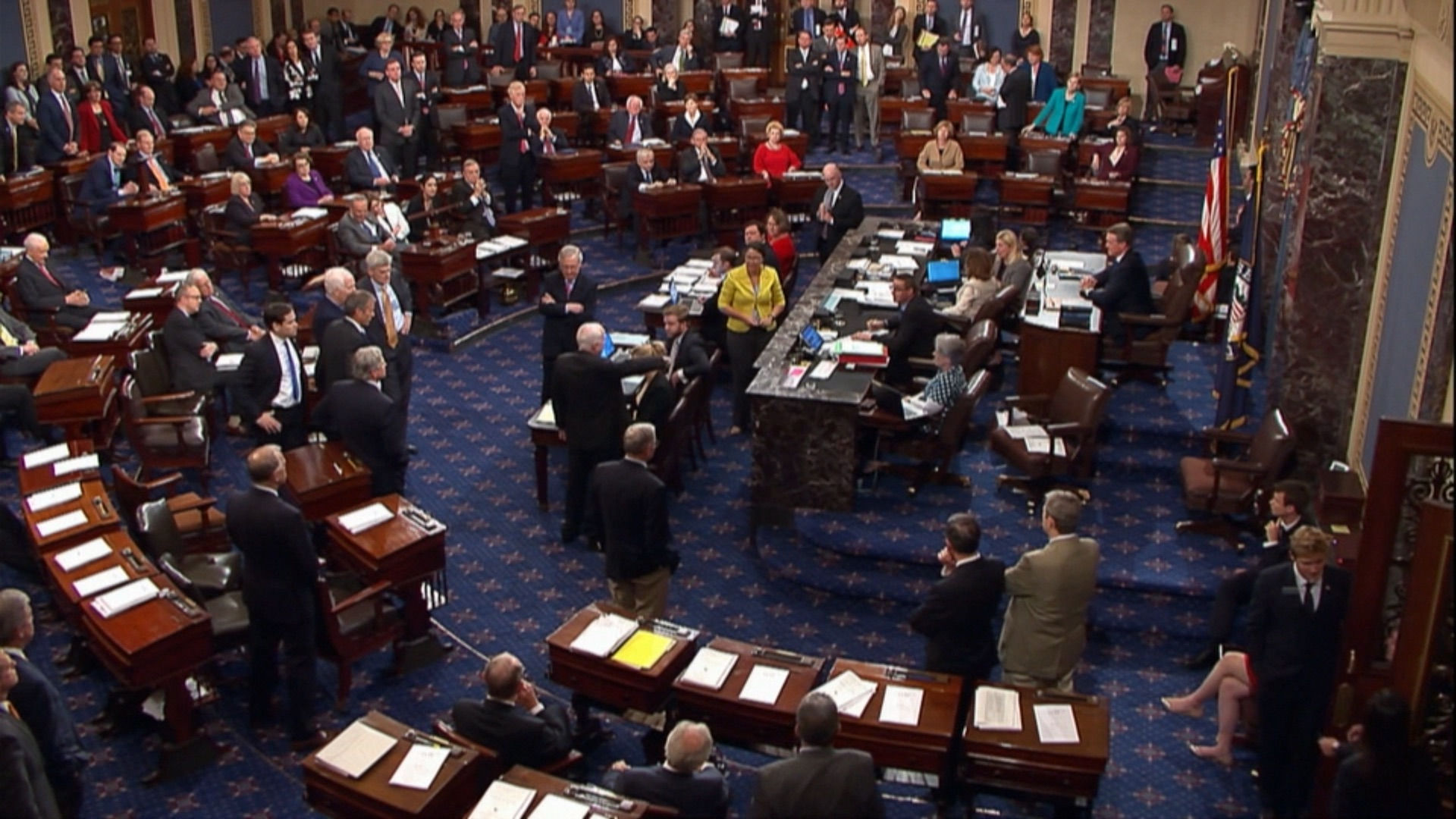
McCain dando o voto "não" decisivo para impedir que a lei conhecida como "Obamacare" fosse revogada.

McCain retornou para o Senado em 25 de julho de 2017, menos de duas semanas após sua cirurgia no cérebro. Ele voltou para plenário para participar das votações a respeito de reformas no sistema de saúde. McCain fez um discurso criticando seus colegas republicanos e também os democratas por seu processo de sempre votarem em linhas partidárias e ele exortou os demais a retornar a "ordem normal", discutindo as leis em reuniões e comitês antes de votar. Apesar da oposição ao Obamacare, McCain acabou surpreendendo quando deu o voto decisivo contra uma proposta republicana que iria revogar a lei completamente. Logo depois ele partiu de volta para sua casa, no Arizona.
McCain não participou mais de votação no Senado a partir de dezembro de 2017, preferindo ficar no Arizona para tratar do câncer que o acometia. Em 15 de abril de 2018, ele passou por uma nova cirurgia, dessa vez devido a uma diverticulite e no dia seguinte sua condição já estava estável. Ainda assim, ele permaneceu em casa e não retornou mais para Washington.

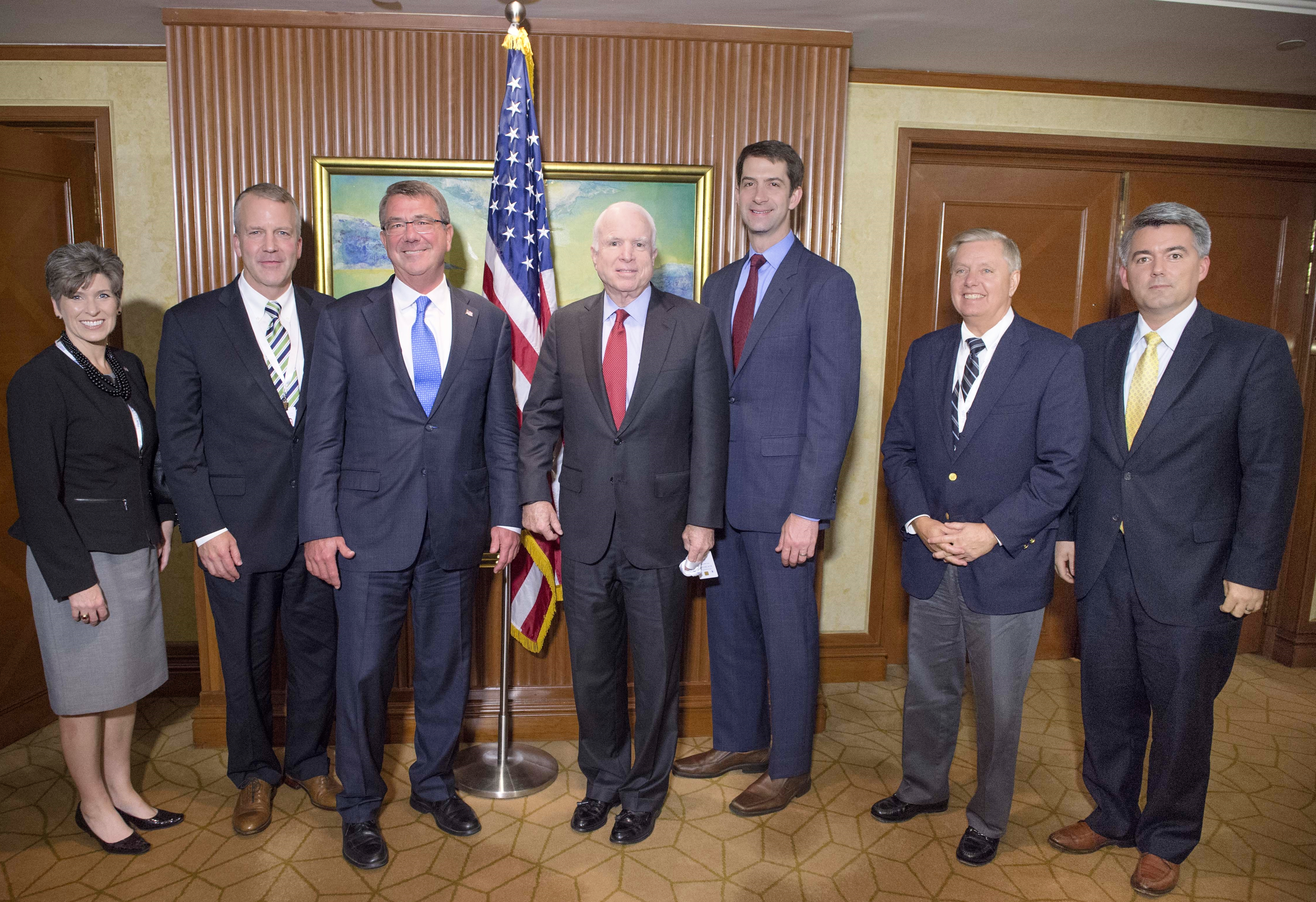
Encontro, em 2016, em Singapura, em um evento com o secretário de defesa Ash Carter e os senadores Joni Ernst, Daniel Sullivan, John McCain, Tom Cotton, Lindsey Graham e Cory Gardner.

## Morte
A família de John McCain anunciou, em 24 de agosto de 2018, que ele iria interromper o tratamento do câncer. No dia seguinte, a 25 de agosto, as 16:28 h no horário local do Arizona (ou as 23:28 h UTC), McCain faleceu, aos 81 anos, ao lado de sua esposa e de sua família na sua casa em Cornville, Arizona, quatro dias antes do seu aniversário. O senador foi enterrado no cemitério oficial da Academia Naval dos Estados Unidos, ao lado do seu amigo e ex-colega de classe na academia, o almirante Charles R. Larson, em 2 de setembro. Antes de sua morte, McCain pediu para que os ex-presidentes George W. Bush e Barack Obama discursassem no seu funeral, mas também pediu para que o então presidente, Donald Trump, e sua ex-candidata a vice, Sarah Palin, não estivessem presentes na cerimônia.

### Tributos
Imediatamente após a notícia de sua morte ser divulgada, tributos e falas de apoio a família se espalharam nas redes sociais, de personalidades públicas e políticas, como os ex-presidentes George W. Bush, Jimmy Carter, George H.W. Bush, Bill Clinton e Barack Obama e o então presidente Donald Trump e seu vice Mike Pence. O governador Doug Ducey apontou um substituto para ele no Senado até as eleições de 2020. Líderes mundiais, como os ministro de relações exteriores da Alemanha, Heiko Maas, do Paquistão, Shah Mahmood Qureshi, o primeiro-ministro israelense Benjamin Netanyahu, o ex embaixador vietnamita para Washington, Nguyen Quoc Cuong, e o ex-primeiro-ministro australiano, Malcolm Turnbull, também mandaram condolências.
O presidente Trump, com quem McCain não tinha um bom relacionamento, rejeitou emitir uma nota elogiando a vida do falecido senador e pouco falou a respeito do mesmo em um tweet onde mandou condolências a família de McCain. Além disso, a bandeira americana na Casa Branca, que havia sido baixada a meio mastro no dia da morte do senador, foi erguida por completo novamente no dia seguinte, algo incomum se comparado ao procedimento quando outras figuras políticas proeminentes haviam morrido. Muitos governadores estaduais, tanto democratas quanto republicanos, colocaram a bandeira americana a meio mastro em suas residências oficiais, e os líderes do Senado, Mitch McConnell e Chuck Schumer, pediram ao Departamento de Defesa dos Estados Unidos para baixarem a bandeira em todos os prédios governamentais. Após a má repercussão pública, a Casa Branca cedeu e colocou a bandeira americana novamente a meio mastro. Trump também emitiu uma nota mais detalhada onde elogiou o serviço que McCain prestou a nação e ordenou que as bandeiras fossem colocadas a meio mastro até o enterro do senador.